# 4chan
4chan（4ちゃん/よつばちゃん、フォーチャン）は、2ちゃんねる創設者の西村博之と未来検索ブラジルが管理運営する、主に英語圏を対象とした世界最大規模の画像掲示板。2003年10月1日開設。
4chanは、2ちゃんねるから分派したスレッドフロート式掲示板「ふたば☆ちゃんねる」（2chan.net）で用いられている画像掲示板スクリプトを流用して作成された。開設者のmootは日本のふたば☆ちゃんねるに影響され、非公式姉妹サイトとしている。現在はアクセス数と利用者の数でふたば☆ちゃんねるを超えており、世界最大の画像掲示板にして、英語圏最大の匿名掲示板群となっている。

## 概要

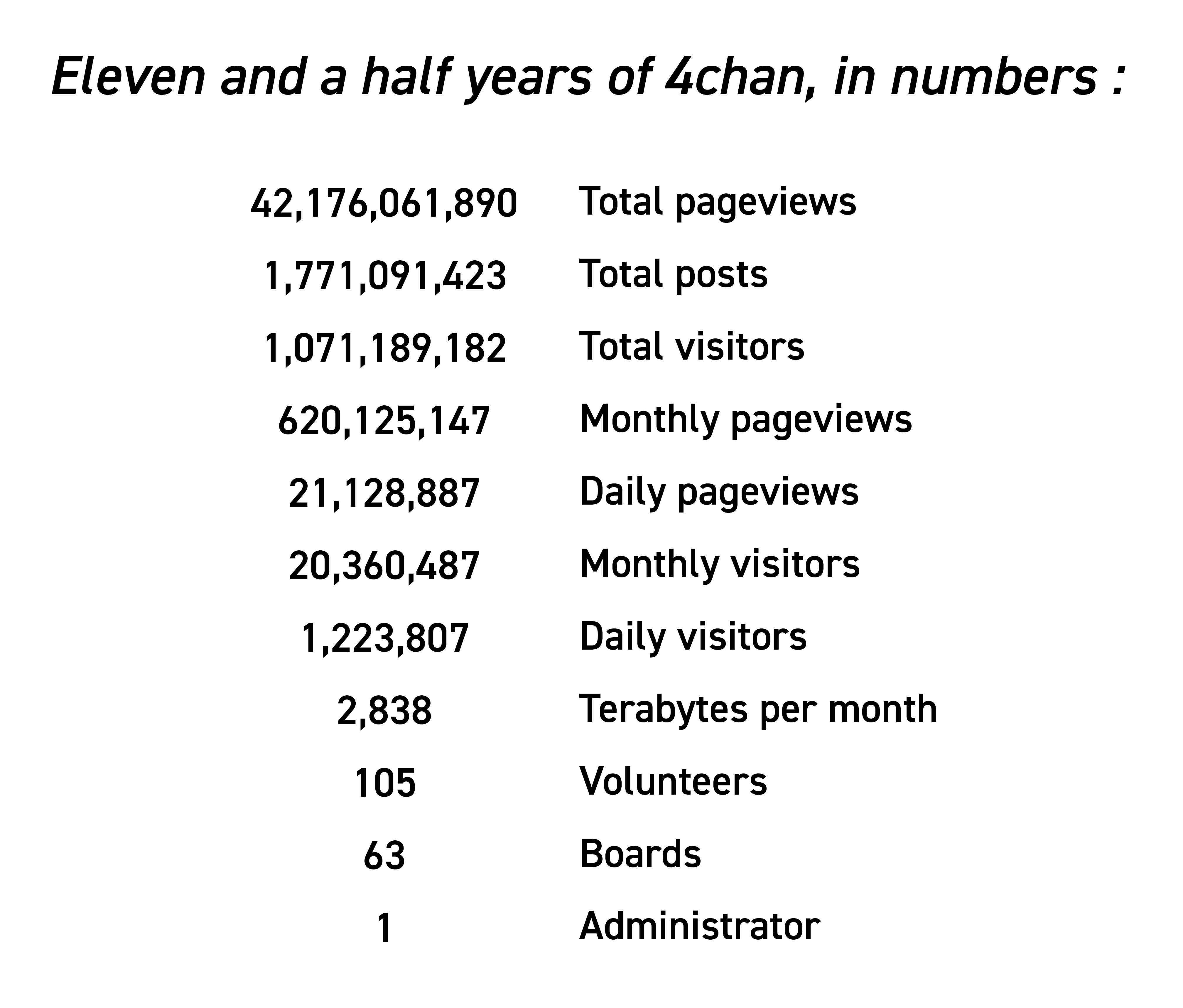
数字で見る4chanの11年半の歩み。2015年1月22日までの総PV数は421億7606万回

- 4chanは、アメリカ合衆国で最もアクセス数の多いウェブサイトのひとつである[14]。また掲示板サイトのアクセス数としても世界第2位にランクインしている[14][注 3]。2014年時点でこのサイトには1か月あたり約2200万人のユニークユーザーがアクセスしており[14][16][17]、月間ページビュー数は6億を超えている[2]。

- 4chanは、後述されるさまざまなインターネット・ミーム（ネット上の流行）を作り出してきた[17][18][19]。また、このサイトの匿名性の高いコミュニティと文化は、英語圏のメディアの注目を集めることがある。英ガーディアン紙は、あるとき4chanを「気違いじみていて、子供っぽいが… 最高に滑稽で、おもしろく、驚くべきものだ ("lunatic, juvenile... brilliant, ridiculous and alarming.")」と評価した[20]。
- 4chanのUIデザインは、親画像に返信コメントが回り込む独特のUIデザインを持つ。これはふたば☆ちゃんねる開設の約３年前になる1998年1月24日に無料スクリプトとして登場、国内で画像掲示板として普及し始めていたimgboardのUIデザインをほぼ踏襲している。imgboardのUIデザインは、日本人の発明家、ITデザイナーtalkことけんた氏が手掛けたもの。

- 4chanは、英語圏のサイトには珍しく、2ちゃんねるやふたば☆ちゃんねる同様の匿名掲示板であり、利用者の登録システムが存在しない。名前を記入して記事を投稿することもできるが、投稿者の多くは名前欄を空白にするため「Anonymous」（名無し）と表示される。このため「Anonymous」という名の人物が大量の投稿を一人で行っているという勘違いやそれをネタにしたジョークも多く「名無しさんは容赦がない (Anonymous does not forgive)」というキャッチフレーズが生まれている（後述の#集団行動も参照）。

- 4chanは、一般的に名無し（Anonymous）であることが奨励されるコミュニティである。また、4chanユーザー（4channers）の多くは匿名掲示板で特定の名を名乗ることは無意味だと信じており、群衆の中で目立とうとする者や他人との差異を強調したがる者を「インターネット上の有名人になりたいだけではないか」と批判する。実際には多くのユーザーがハンドルネームと、2ちゃんねる同様のトリップコード[21][22]を利用しているが、こうしたユーザーはしばしばエゴの強さを理由に叩かれ、トリップを利用した固定ハンドル利用者は「トリップを使ったオカマ野郎（『tripcode faggots』または『tripfags』）」と呼ばれることがある。

- 4chanは「インターネットにおけるサブカルチャーのハブ（中核）である」と評されており、リックロールやSCP財団などのミーム文化も4chanが発祥である。それだけでなく、4chanは論争の火種として、しばしばメディアの注目を浴びてきた。2000年代後半には、4chan発祥の匿名ハッカー集団「アノニマス」が世界的に注目されたが[23]、以降の4chanは非ポリコレ板（/pol/）を中心に右傾化し[24]、アメリカの政治運動、特にオルタナ右翼[注 4]の形成にも大きな影響を与えている（#ピザゲートとQアノンも参照）。また2015年の欧州移民危機と2016年の米大統領選をきっかけに、4chanは白人至上主義やネオナチとも密接に結び付けられるようになった[19][24][31][32]。こうした4chanや8chanなど匿名画像掲示板の過激主義は「CHANカルチャー」として批判的に言及されることも多い[16][33][34][35]。

- 4chanはサイト開設以来、型破りで物議を醸すコンテンツの発信基地として、ありとあらゆる毀誉褒貶（きよほうへん）を一身に集め続けてきた[23]。また4chanが生み出してきたミーム文化は、RedditやTwitterを経由[36]して、良くも悪くも世界中に大きな影響を与えている[23][24]。WIREDは「インターネット上のほぼすべての悪事が、このサイトから始まり、あるいは盛り上がりを見せている」と4chanを評した[37]。NY州当局も、ヘイトスピーチと過激化の温床になっていると非難している[38]。サブカルチャー研究家のマット・アルトは、4chanがアメリカ社会に与えた影響について著書『新ジャポニズム産業史 1945-2020』（村井章子訳／日経BP・2021年）で次のように語った[39]。4chanが、オンラインであれオフラインであれ、アメリカ文化に現実の影響、ときにおぞましい影響を与えてきたことは間違いない。4chanは奇妙奇天烈なインターネット・ミーム（インターネット上の流行）の世界最大の発信源であると同時に、性差別、女性蔑視、白人至上主義、投票誘導、さらにはテロ計画の温床にもなっている。言い換えれば4chanはインターネットの暗部を体現している。しかし、それはある意味で現代の生活そのものでもあった。

- 4chanでは基本的にあらゆる話題が許可されているが、児童ポルノの投稿とゲーマーゲート集団嫌がらせ事件[注 5]に関連する議論を行うことは禁止されている[43][44]。

## 背景と構造

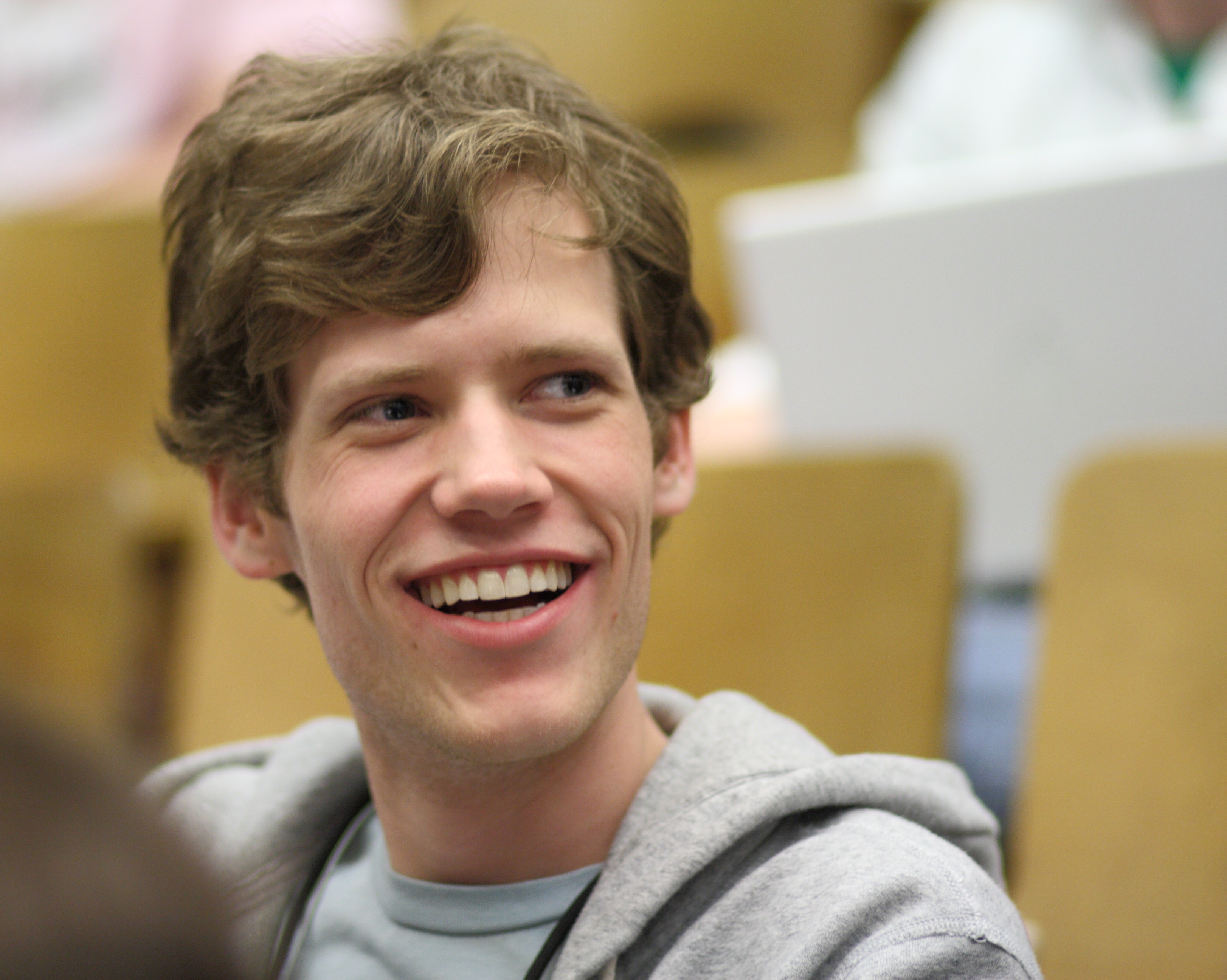
4chan創設者のmoot。2008年の「ROFLCon II」会場にて

4chanは、ニューヨークに住む「moot」と名乗る当時15歳の学生クリストファー・プールによって2003年10月1日に4chan.netとして立ち上げられた。彼は「ふたば☆ちゃんねる」のような、アニメとテレビ番組について話しあうサイトを、アメリカにも作りたいと思っていたという。
4chanの主要な機能は画像掲示板である。
4chanの掲示板は、
- 日本文化 (Japanese Culture)
- ビデオゲーム（Video Games）
- 趣味 (Interests)
- クリエイティブ (Creative)
- その他 (Other)
- その他 (18+)
- アダルト (18+)

という7つのカテゴリに分けられており、さらにその下位の個別の話題の掲示板に分割されている。いくつか例をあげると漫画、アニメ、ゲーム、コスプレ、おたく、ヘンタイ、ゴスロリ、ビジネス、料理、折り紙、スポーツ、兵器、お絵かき、Flash、文学、音楽、写真、政治、国際交流、旅行、テクノロジー、メカ、超常現象、LGBT、同性愛作品（百合・やおい）など30以上にもおよぶ幅広い内容に分かれている。
特筆すべき掲示板としては次のようなものがある。

### /a/

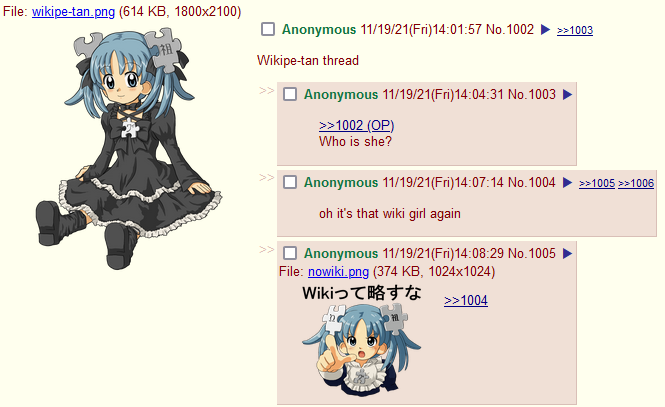
/a/のスレッドイメージ

アニメ・マンガ掲示板（/a/）は、4chanで日本のアニメーション文化などを議論するための掲示板である。/a/の住人は "/a/non(s)" と呼ばれており、海外の日本アニメ愛好家が集まる掲示板という往年のイメージは、彼らによって作り上げられた。
/a/の特徴は、次のように言い表すことができる。
- /a/はサイト開設当初から存在しており、英語圏のおたく・ウィアブーにも非常に影響力がある。2015年時点で/a/は4chanで4番目に大きい掲示板であり、毎月約85万人のユニークユーザーが使用していた（当時の月間ページビュー数は約2350万回）[49]。
- /a/には、4chanの代名詞ともいえる「/b/」とはまた違った住人が存在しており、独特の文化が広がっている[50]。
- /a/から派生した掲示板としては「/c/（アニメ/かわいい）」「/e/（エッチ）[注 6]」「/jp/（オタクカルチャー）」「/u/（百合）」などがある[53]。
- 4chanでの流行が日本へ逆輸入されるケースも珍しくない。谷川ニコのWeb漫画『私がモテないのはどう考えてもお前らが悪い!』は、最初に/a/で流行し[54]、その人気が「ふたば☆ちゃんねる」に逆輸入される形で人気となったため、第1巻の帯には「海外の2ちゃん的な掲示板で大人気」と書かれてある[50]。
- /a/に由来する有名な二次創作として美少女ゲーム『かたわ少女』がある。元ネタは本庄雷太が2000年の冬コミ（C59）で頒布した同人誌『Schuppen Harnische』に掲載された身体障害をテーマにした美少女ゲームのスケッチ案で、これが/a/に転載されたことにより、実際に同様のコンセプトのゲーム制作案が持ち上がった[55][56]。2007年夏には国際共同開発チーム「Four Leaf Studios」が結成され、約5年の開発期間を経た2012年1月にフリーゲームとしてリリースされた[55]。2015年4月には日本語版がリリースされている[57]。

### /b/

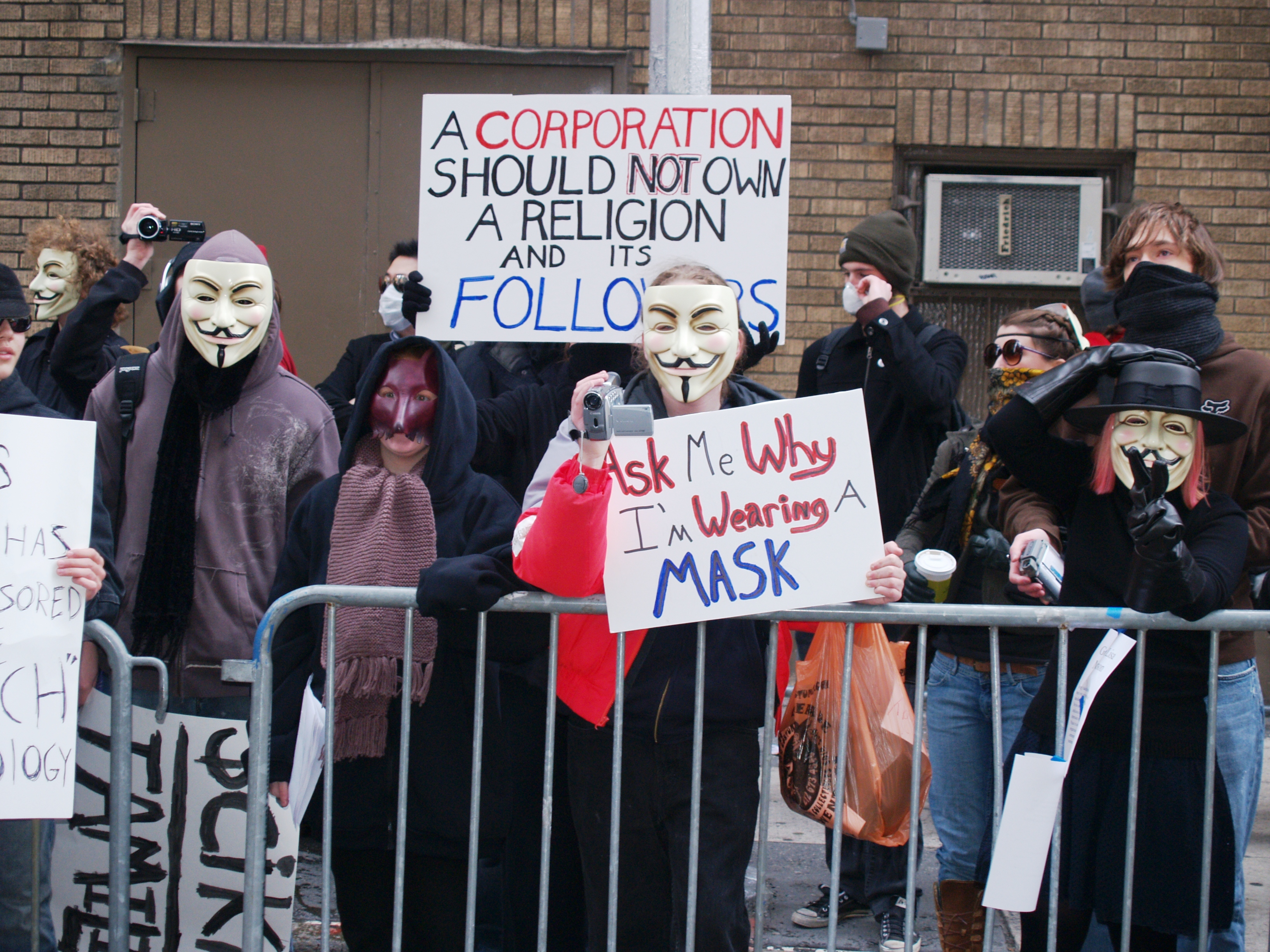
2008年のProject Chanologyに参加したアノニマス。/b/で自然発生的に誕生したアノニマスは、正体不明の匿名アクティビスト集団として世界的に有名になった。

4chanで最も活発な掲示板はランダム掲示板（random board, "/b/"と通称される）であり、4chanの開設当初から最も多くの利用者がいる場であり続けている。その投稿数は一日数十万件と膨大なものになっており、2009年には4chanで最も人気のあるボードとして説明され、サイト全体のトラフィックの30％を占めていた。2009年時点で利用者は530万人を数え、その活動の活発さと実績から4chanの名を世に知らしめる、名実ともに4chanを代表する掲示板である。
/b/では、あらゆる話題が許可されており、児童ポルノの投稿を除いて、実質的な制限は存在しない。あり体に言えば雑談板であるが、その創造性の活発さや流行の激しさにより、初心者には分かりにくい内輪のジョークやインターネット・ミームが数多く生み出されている。
/b/の特徴は、次のように言い表すことができる。
- /b/は、2ちゃんねるにおける「ニュー速VIP板」「なんでも実況J板」に相当する掲示板である。
- /b/という名称は、ふたば☆ちゃんねるの雑談板「二次裏」のディレクトリ名にちなむ。
- /b/と/pol/は、4chanの中で最も物議を醸す掲示板である[17][18][63]。
- /b/は、4chanにおいてNSFWに指定されている掲示板のひとつである[64]。
- /b/は、4chanで唯一グロテスクな画像を投稿することができる掲示板である[17][65]。
- /b/の住人は "/b/tard(s)" と呼ばれている[注 7][23]。
- ネット上のあるあるネタをまとめた「インターネットの規則」（Rules of the Internet）には、次のルールがある[66][67]。
  - ルール1：/b/について話してはいけない。
  - ルール2：/b/について決して話してはいけない。
- /b/はスレッドの回転速度が非常に速い。多くのスレッドは掲示板の1ページ目にわずか5秒程度しか表示されず、サイトからは5分未満で完全に削除される[68]。ユーザーにとっては短時間で注目を集めるために、タブーやブラックジョークなど倫理的にギリギリの投稿が多くなるが、センスが光る投稿は人気を集め、結果として面白いネタだけが生き残る。それが繰り返し模倣されることでインターネット・ミームが生まれる構造になっており、/b/は独特なミーム文化を形成する最大規模のプラットフォームであり続けている。
- 4chan創設者のmootは、物議をかもす/b/を閉鎖するよう周囲から迫られたとき次のように語った。「そんなことはできない。/b/こそサイトの生命力です。/b/は最初の板であり、最後になくなる板でもある」[59][69][70]。
- /b/tardには猫派が多い。2009年2月には、ある少年が飼い猫を虐待する動画をYouTubeに投稿し、これに激怒した/b/tardは少年の個人情報を特定して警察に通報、結果として少年は逮捕された[61][71]。2010年8月には、イギリスで隣人の猫をゴミ箱に捨てる女性の映像がYouTubeに投稿され、/b/tardは数時間以内に女性を特定し、彼女の個人情報を公開。雇用先や住所などが晒され、殺害予告も送られた結果、女性は身を潜めることになった[72]。この一連の行動は4chanの「集団行動」の一例として大きく注目され[72]、FOXニュースは「何でも許される雰囲気のなか、/b/tardを本気で怒らせるのは猫の虐待だ」と報じた[61]。

### /mu/
4chanの音楽板（/mu/）は、アーティストやアルバムなどについて議論するための掲示板である。/mu/ではメジャー音楽ではなく、コアな音楽を好むマニアックなユーザーが大半を占め、他のサイトでは見つけにくい音楽でも/mu/では見つけられることから「4chanの穴場」「4chanの驚くほど芸術的な側面」とも評される。また/mu/での流行は、自然に掲示板の外に広がっていく構造となっており、/mu/は英語圏の音楽コミュニティおよびサブカルチャーを直接的にも間接的にも刺激する、起点のようなフォーラムであり続けている。
/mu/でよく議論されるジャンルとしては、シューゲイズ、エクスペリメンタル・ヒップホップ、ウィッチハウス、IDM、ミッドウエスト・エモ、K-POP、ヴェイパーウェイヴなどがある。 また/mu/ではデス・グリップスやニュートラル・ミルク・ホテルの作品を広める上でも大きな役割を担った。日本のバンドだとフィッシュマンズが/mu/での布教活動により海外リスナーの支持と国際的評価を獲得し、米音楽レビューサイト「Rate Your Music」のオールタイムベスト部門では『98.12.28 男達の別れ』が邦楽アルバムとしては最高順位の18位に、ライブ部門では1位を獲得している。
ちなみに/mu/では失われたと思われていた幻の音源（ロストウェイヴ）が発掘されることがある。著名な例としてはパンチコが約30枚のみ製作した自主制作盤『D>E>A>T>H>M>E>T>A>L』、ゴッドスピード・ユー!・ブラック・エンペラーの33枚限定アルバム『All Lights Fucked on the Hairy Amp Drooling』、スペース・ロックで知られるダスターの作品などが有名である。こうした実績から米NPRラジオは「消滅危機言語の保存や記録にいそしむ文化財保護主義者が集まる秘密結社のようだ」と/mu/を評した。

### /x/

匿名で運営される架空の組織「SCP財団」は、2007年に/x/で始まった。

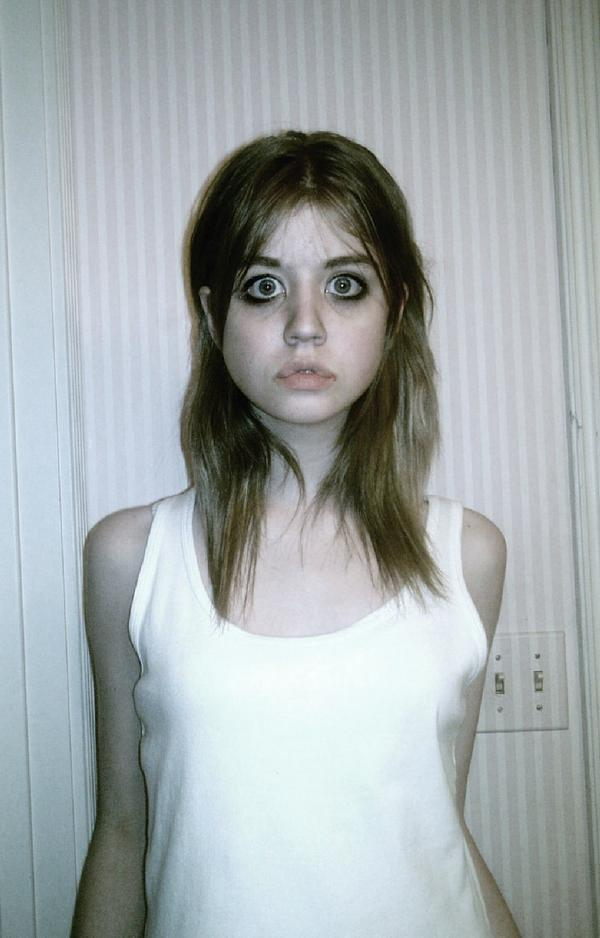
4chanで有名人となった「クリーピーちゃん」ことアリソン・ハーバード

4chanの超常現象板（Paranormal board, "/x/"と通称される）は、超常現象や非政治的な陰謀論を議論するために作られた掲示板である。2005年1月に写真総合板として開設されたのち、2007年2月に超常現象板としてリニューアルされた。
/x/の特徴は、次のように言い表すことができる。
- /x/は、2ちゃんねるにおける「オカルト超常現象板」に相当する掲示板である。
- 初期のクリーピーパスタ（インターネット上の都市伝説）の多くは/x/で作成された。
- /x/は、謎の動画として知られる『11B-X-1371』が最初に投稿された場所である[104]。
- /x/で発祥したクリーピーパスタとして最も有名なものに共同創作コミュニティサイト「SCP財団」がある。SCPとは「Secure Contain Protect」の略語で、SCP財団はこのスローガンに基づいて、通常の科学では説明できない超常的な物体や生命体を収容・研究し、人類を保護することを使命としている架空の秘密組織である。そんなSCPは2007年、加藤泉の彫刻作品「無題 2004」を写した画像が、4chanの匿名ユーザーによって/x/に無断転載されたことから始まった[105]。この画像は/x/で波紋を呼び、様々な解釈が付与された末、SCP-173と命名された。最初は独立した短編だったが、数多くのファイルが追加作成されたことから「SCP」という異常な物体や生命体を研究・収容する架空の組織「SCP財団」をテーマにした創作が始まった。2008年にはクリエイティブ・コモンズの共同創作サイト『SCP Foundation』が開設されている。これは国境や言語にとらわれず、活発な創作活動を行う源泉となり、世界的な創作コミュニティとして定着している。
- /x/発のインターネットセレブリティ（インターネット上の有名人）にアリソン・ハーバード（英語版）がいる。彼女が有名になったのは、彼女自身がブログに投稿したゴスメイクの自撮り写真が2005年に/b/に無断転載されたことがきっかけだった[106][107]。その不気味さから彼女は「クリーピーちゃん」（Creepy Chan、不気味ちゃん）等と/x/で呼ばれるようになる[106][107]。のちに彼女は「うっかり16歳で4chanの女王になっちゃった。それはもう大変でしたよ。ミーム（meme）はネット文化の一部であり、その使われ方をコントロールするのは難しい」と当時を振り返っている[108]。4chanの有名人となった彼女は、2009年に無名の素人としてオーディション型のリアリティ番組『America's Next Top Model』に出演するやいなや、11週連続で勝ち抜き、最終的に準優勝した[106]。彼女の成功を受けてWIREDは「4chanの影響力が強まっていることを示す出来事だ」と評している[106]。その後、彼女はモデル・インフルエンサーとして着実にキャリアを積み重ねた。2021年には/x/で有名になった自撮り写真をコピー不可能なデジタルアートとしてNFT化し、約1600万円で落札されている[108]。
- 2000年代に作成された/x/のスレッドは、Chanarchiveの閉鎖にともない、アーカイブの大半が完全に消失している。Archive Teamは「すべてのクリーピーパスタを失った」としている[109]。

### /jp/

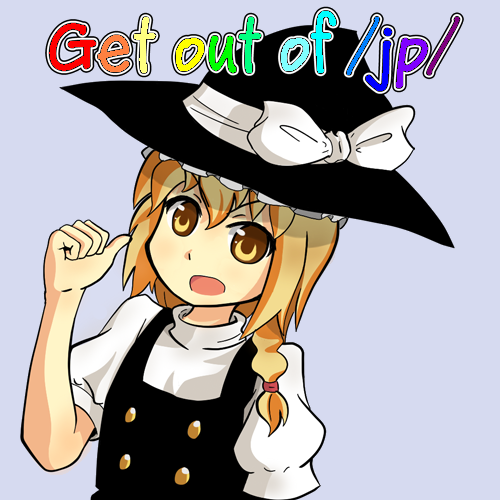
「/jp/から出て行け」と命令する霧雨魔理沙。これは/jp/に投稿されるクソカキコの典型である。/jp/の住民は4chanでも閉鎖的かつ排他的で、この画像は/jp/でよく転載されている。

オタクカルチャー専門板（Otaku Culture, "/jp/"と通称される）は、日本のおたく文化、特にアニメやマンガ以外のサブカルチャーを議論する隔離板である。
よく扱われる話題は、ライトノベル・ビジュアルノベル・アイドル・グラビアアイドル・アイドル声優・美少女ゲーム・アダルトゲーム・東方Project・VOCALOID・同人ゲーム・同人音楽・同人誌・美少女フィギュア・ニートライフ・引きこもり・ふたば☆ちゃんねるなど多岐にわたる。
4chanが/jp/を立ち上げるまでに至った主なきっかけは、アニメやマンガと直接関係のないスレ違いトピック（東方Project、ビジュアルノベル、同人ゲームなど）が/a/に投稿されていたこと、そして/a/の住民の多くがこれに不満を持つようになったことにある。これを受けて管理人のmootは、アニメや漫画と関係のない日本文化全般を話し合う掲示板を/a/から分割し、それに「Japan/General」（日本/全般）と命名した。しかし、オタク文化と関係のない雑多な投稿も多く、不満を持ったユーザーが続出したため、のちに「Otaku Culture」へと改称された。

### /r9k/
/r9k/（ROBOT9001）は、社会不適合者が交流する雑談系掲示板である。この掲示板は元々、連続投稿（コピペ）を規制するスクリプト「Robot9000」を搭載した実験的なフォーラムとして2008年に開設された。実験の目的は、他のネタをコピペするミーム文化（Copypasta）を意図的に排除することによって、独自の文化を掲示板が生み出せるか確認することだった。しかし、コミュニティが発展するにつれ、この掲示板は自らを「ロボット」と呼ぶユーザーによる自分語りを共有する、陰キャ専門のハブサイトに変貌していった。
/r9k/の特徴は、次のように言い表すことができる。
- /r9k/は、ニートや引きこもりなど社会的に孤立したユーザー（特に弱者男性）が、リア充に対する憎しみを表現したり、自分が病んでいる状況を語りあったりする掲示板である[117]。
- /r9k/は、2ちゃんねるにおける「独身男性板」（通称：毒男板）や「メンヘルサロン板」に相当する掲示板である[118]。
- 4chanには雑談系掲示板としてランダム板（/b/）があるが、感傷的な自分語りは/r9k/で行われる。
- /r9k/では、自分語りをするときテキストを緑色にする風習がある。以後、4chanにおける自分語りは「グリーンテキスト」（Greentext Stories）と呼ばれるようになった。
- 2011年1月、/r9k/は本来の目的を果たせなくなったため削除されたが、同年11月に復活した。その後、形骸化したRobot9000スクリプトは2014年7月30日、完全に削除された。
- /r9k/は、インセルに関係する複数の暴力事件と密接に関連づけられ、その悪名を高めている。しかし物議をかもす一方で、社会に居場所のない人達による社交場としての役割もあわせ持つことから、4chanでも毀誉褒貶が激しいフォーラムとなっている。

### /pol/

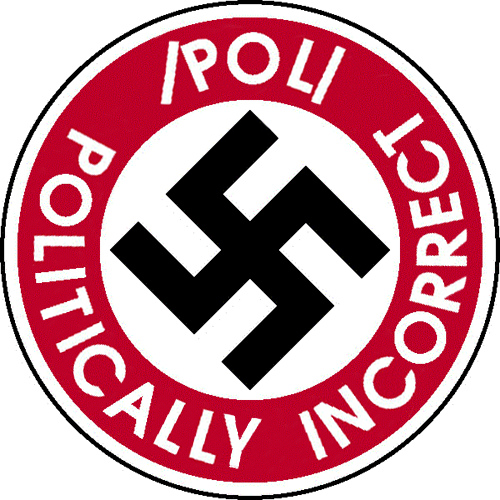
非ポリコレ板（/pol/）のロゴ

非ポリコレ掲示板（政治的に正しくない / Politically Incorrect, "/pol/"と通称される）は、4chanで政治討議をする掲示板である。前身となるニュース掲示板（/new/）が人種差別的な議論のために削除された後、4chanで増え続ける政治的に過激な議論を「封じ込める掲示板」として2011年11月に開設された。2017年時点で/pol/は4chanの中で1日あたりのアクセス数が最大ともいわれている。

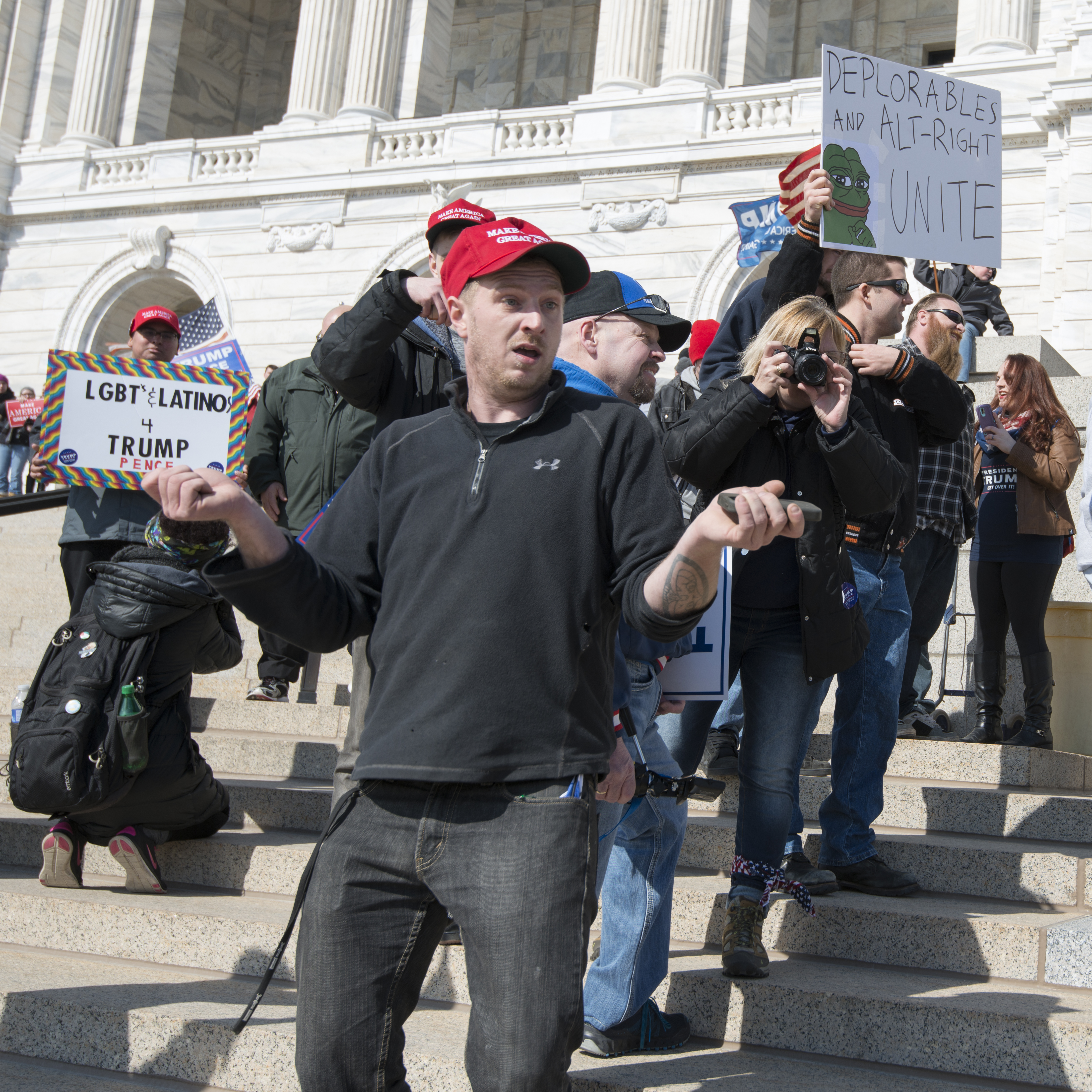
オルタナ右翼

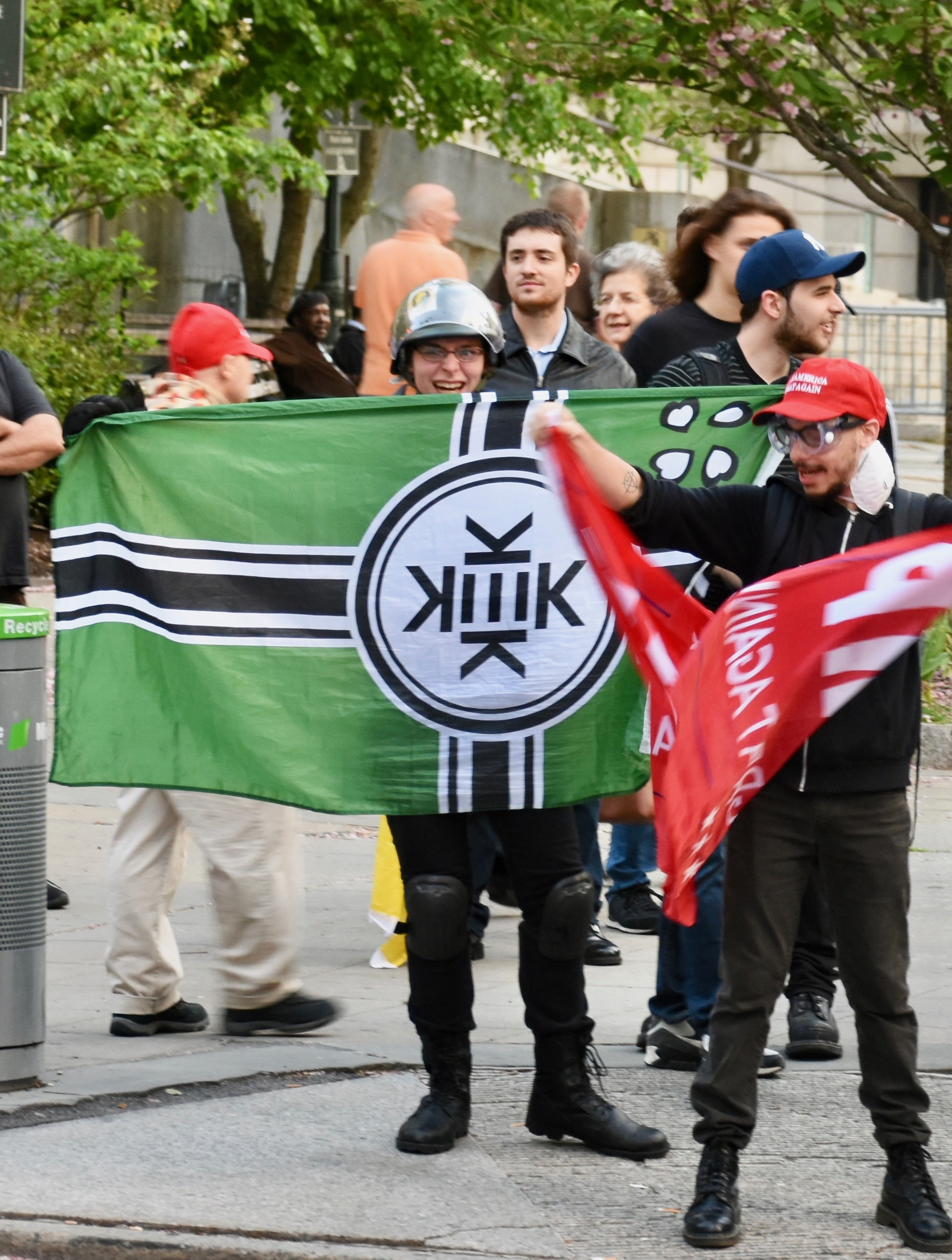
カエルのペペが統治する、4chan発祥の架空国家・ケキスタン共和国の国旗を掲げるオルタナ右翼

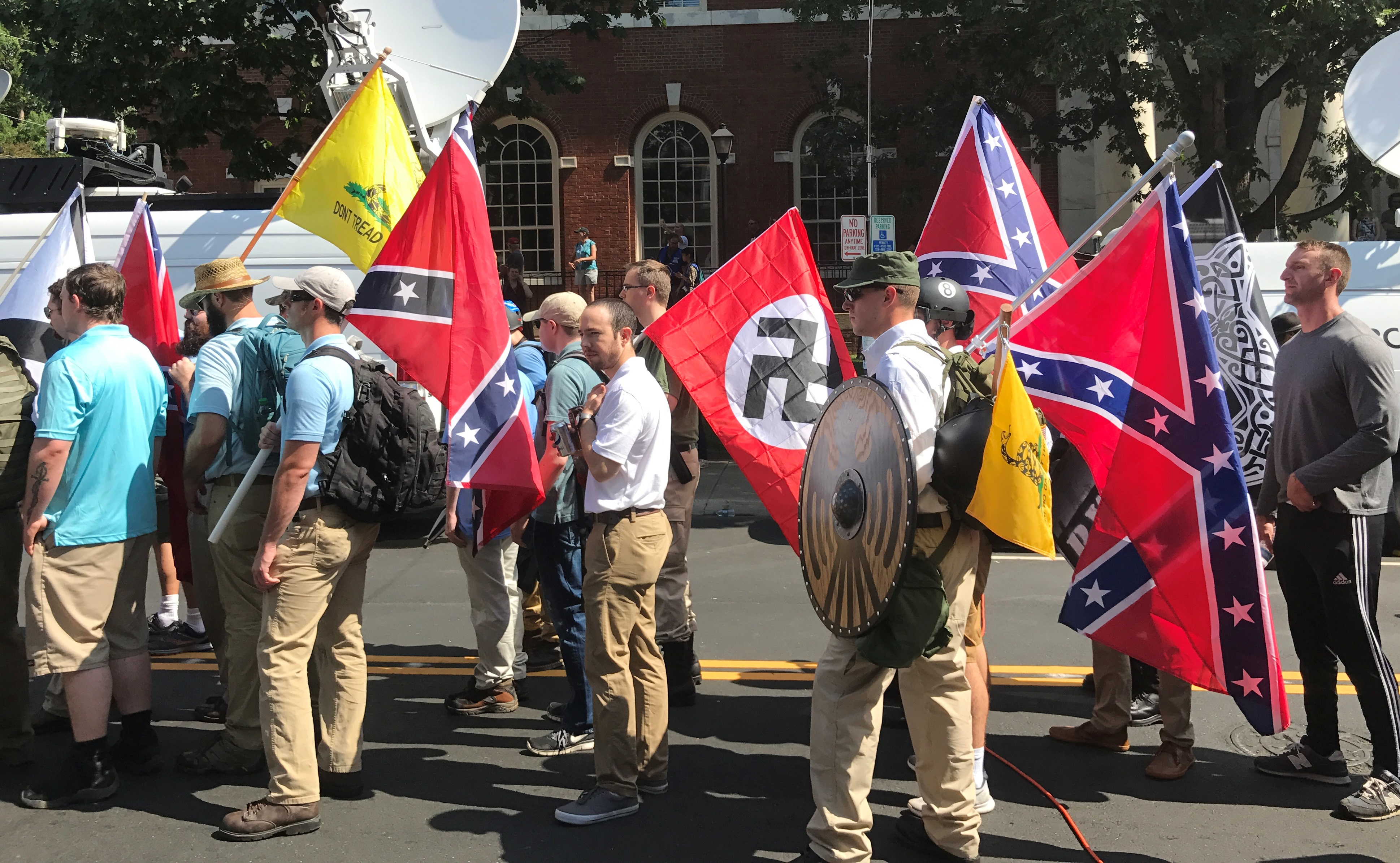
数十人が死傷した悪名高い極右集会「ユナイト・ザ・ライト」の様子

/pol/には、ネオナチ・白人至上主義・反ユダヤ主義など人種差別的な投稿が大量に行われており、政治的なミームの発信源、あるいは移民排斥や反グローバリズムを訴えるオルタナ右翼のプラットフォームとしても知られている。2016年の大統領選では、/pol/の住民の多くがドナルド・トランプを支持し、対抗馬であった米民主党のヒラリー・クリントンが児童性的虐待に関与しているとするピザゲート陰謀論を広く流布した結果、/pol/はクリントンが敗北した遠因になったともいわれる。実際、ライターのデール・ベランは「4chanと8chanがオルタナ右翼と呼ばれるものを生んだ」「日本で生まれたCHANカルチャーがトランプを大統領の座につかせた」として強く非難している。
2016年頃には、/pol/のオルタナ右翼が、日本のアニメに登場する萌えキャラに「Make America Great Again（アメリカを再び偉大に国に）」と書かれた赤いキャップ（MAGA帽）を被らせるコラ画像を流行させた。/pol/では、このような悪ふざけが常日頃から行われており、こうした背景や経緯からトランプの首席戦略官であったスティーブン・バノンは「ゲーマーゲートから来たにせよ、どこから来たにせよ、アニメやゲーム好きの若者たちは、政治とトランプ支持に向かった」と語っている（実際、バノンはゲーマーゲートやオルタナ右翼を政治的に利用したことでも有名である）。また、オルタナ右翼の論客として知られるマイロ・ヤノプルスは、4chanユーザーがオルタナ右翼化したことについて「彼らがいきなり保守思想に目覚めたわけではない。差別的なヘイトスピーチを投げつけあい、社会の規範に反することをやるのがスリルなだけで、それは60年代の若者が長髪やロック、フリーセックスに目覚めた事と変わらない」と指摘している。
/pol/の悪名高さを象徴するエピソードとしてYouTuberが作成した「GPT-4chan」という自然言語AIが具体例として分かりやすい。これは/pol/に投稿された約330万件ものスレッドから抽出したデータセットをもとに作成されたAIで、実際に稼働させたところ、大方の予想どおり卑劣なヘイトスピーチをまき散らすだけのbotになってしまったという。このYouTuberは「GPT-4chan」を検証目的で/pol/に放流したため、多くのAI研究家は困惑と懸念を表明したが、彼は次のように反論した。「そもそも4chanの環境自体が非常にひどいため、botが展開されたところで影響は及ばないでしょう」。

#### OKサイン
2017年頃に、/pol/のオルタナ右翼がリベラルをからかうため、OKサインをしたカエルのペペのミームにあやかって「OKサインは白人至上主義の象徴」というデマを流した。これは欧米のメディアでも取り上げられ、OKサインはレイシズムのジェスチャーという考えが実際に世界中で広がっている。またOKサインは2019年に発生したクライストチャーチモスク銃乱射事件において、4chanから分派した8chanにマニフェストを投稿した犯人が示した特徴的な仕草としても話題になった。

#### ピザゲートとQアノン

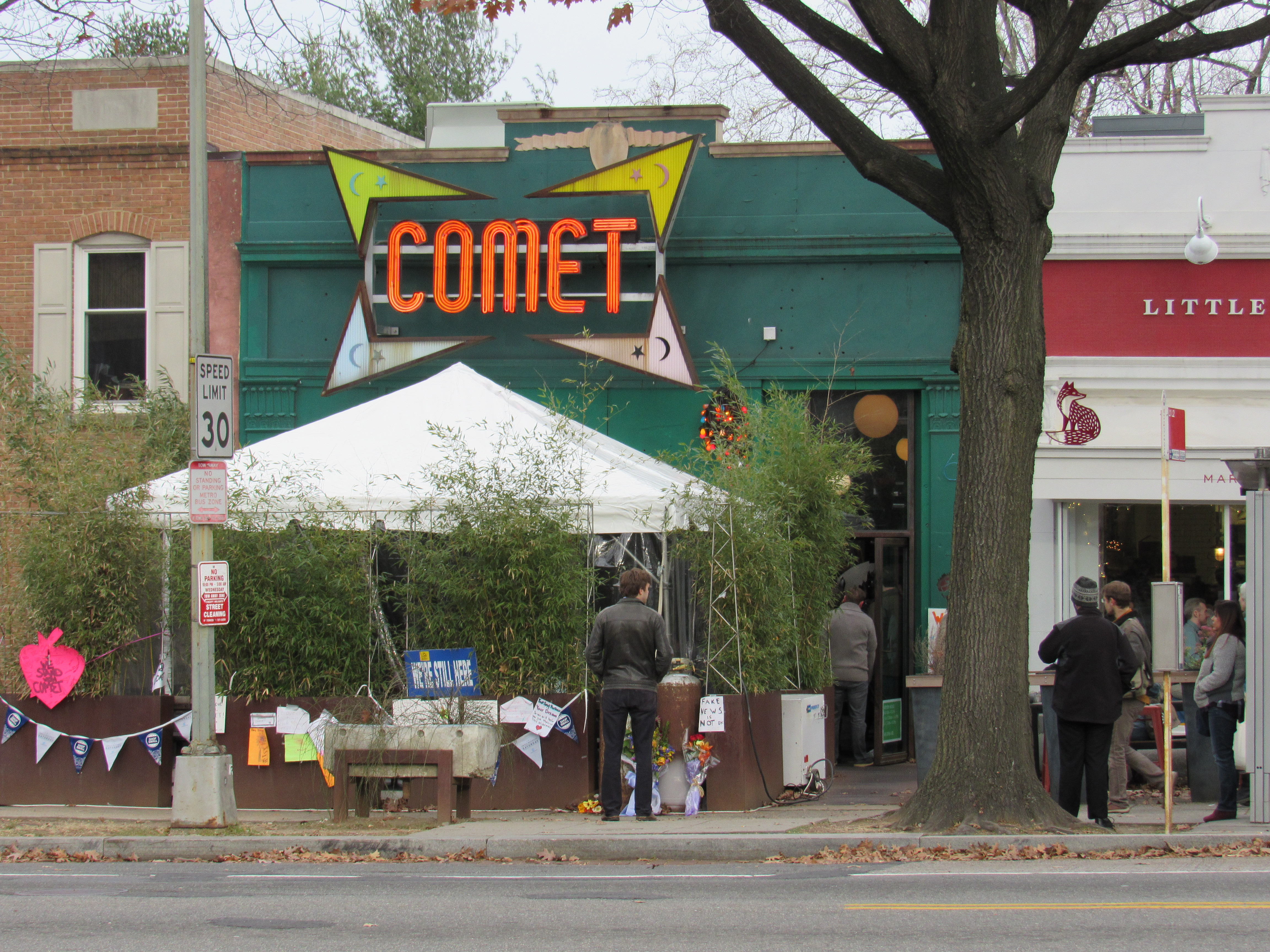
児童性的虐待の関与を疑われたピザ店、コメット・ピンポン

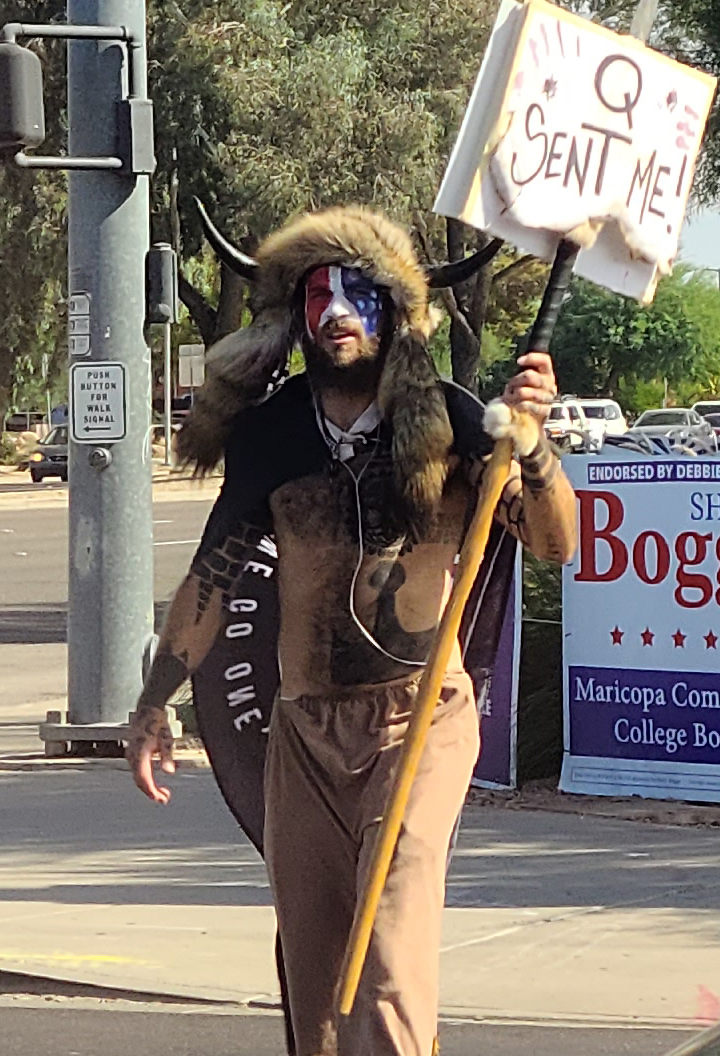
「バッファロー男」という異名で知られているQアノン信奉者のジェイク・アンジェリ

/pol/発の荒唐無稽な陰謀論は、SNSや保守系サイトをハブとしてアメリカ合衆国の政治にも影響を与えている。たとえば/pol/では「政府機関の人物が匿名で内部告発を行う」という設定のごっこ遊びが流行しており、特定個人やリベラル層にまつわる虚実ないまぜの偽情報を書いて面白がる文化が定着していた。このような匿名掲示板上の悪ふざけや不謹慎ネタが、有害な陰謀論の拡散に傾きだしたのは、米大統領選を控えた2016年のことであった。
2016年7月2日、FBIアノンを自称する4chanユーザーがクリントン財団の捜査に関する虚偽の投稿をおこない、ドナルド・トランプが大統領になったらヒラリー・クリントンは投獄されると主張した。その後、米大統領選挙中の10月30日、あるTwitterユーザーが「民主党員と小児性愛者グループには何らかの関係があることを発見した」という特ダネ風のツイートを投稿した。
これは4chanに降臨したFBIアノンとよく似た内容の書き込みだったこともあり、ひそかに注目されていたが、大きな契機となったのは11月上旬、クリントン陣営の選挙責任者であったジョン・ポデスタの私的なメール（ピザ店の領収書など）がウィキリークスに流出したことだった。これを見た/pol/のユーザーは「流出したメールには、小児性愛や人身売買を意味する暗号が含まれている」という内輪ネタで大いに盛り上がりを見せた結果、ワシントンDC郊外にあるピザ店のコメット・ピンポンの地下では、クリントン陣営によって児童売春が行われているという事実無根の陰謀論が形成された。
その後、この陰謀論は4chanの書き込みを典拠としてフェイクニュースサイトにも取り上げられ、対抗馬のドナルド・トランプを支持するオルタナ右翼を中心に「ピザゲート」としてRedditやTwitterで広く拡散された。11月には「#Pizzagate」のハッシュタグ付きでつぶやかれたツイートが100万以上にものぼり、ピザ店には嫌がらせが連日殺到した（無関係の近隣書店も被害を受けた）。12月4日には、ピザゲートを信じた男がライフル銃を持って、ピザ店を襲撃する事件を起こす。さすがに動揺した/pol/のユーザーは「捜査のかく乱を狙った工作員による偽旗作戦」と主張したが、そもそもピザ店に地下室など存在しなかった。
ピザゲートは一般的にフェイクニュースで世論が作られる「ポスト・トゥルース（脱真実）時代の政治」を象徴する社会現象とみなされている。産経新聞はピザゲートを引き合いに「4chanに翻弄される米国政治」「偽ニュースがヒラリー氏の敗因?」と評した。この風潮に店主は次のように警鐘を鳴らしている。「フェイクで無謀な陰謀論をいたずらに広めると、その結果として、どういうことが起きるのか。今日の出来事は、それをはっきり示している」。
ピザゲートの余波が続くなか、2017年10月28日に「Q」というユーザが「嵐の前の静けさ」（Calm Before the Storm）というスレッドを/pol/に投稿した。これが無根拠かつ異形の陰謀論者集団「Qアノン」の誕生につながっている。政府の内通者を自称する「Q」は次のように主張した。
- ピザゲートは事実である。
- その背景には、世界規模の児童売春組織を運営している秘密結社「ディープステート」が存在する。
- ディープステートにはリベラル陣営が関与しており、悪魔崇拝者・小児性愛者・人肉嗜食者の根城である。
- トランプ大統領は、陰でひそかにディープステートと戦いを繰り広げている「光の戦士」である。

2018年1月に「Q」は4chanから8chan（現・8kun）に移行し、Qムーブメントは2021年1月6日の米議会議事堂襲撃事件で最高潮に達した。その後、米国の公共宗教研究所が行った調査によると、アメリカ人の5人に1人がQアノンを信じていることが明らかになっている。同研究所はニューヨーク・タイムズの取材に対して「これが宗教ならば、白人の福音派プロテスタント全体、または白人の主流派プロテスタントと同規模だ」と回答した。ちなみに5ちゃんねると8kunの管理人であり、息子のロンと共に「Q」の正体と疑われているジム・ワトキンスは、20年来にもおよぶ2ちゃんねるの管理運営を念頭に「Qアノンは日本発祥の文化である匿名掲示板から始まったのだから、日本が生み出したとも言える」との持論を毎日新聞取材班のインタビューで展開している。

## 4chanの掲示板リスト
4chanの掲示板群は、成人向け（NSFW）と全年齢向け（SFW）に区分される。米テクノロジーメディアのTechCrunchは、4chanについて「テーマはコスプレやかわいい動物の写真といった無害なものからアニメ・ポルノ、さらには悪名高い無検閲の"/b/"までなんでもありだ」「4chanはインターネットにおける人間性の善、悪、醜を遺憾なくわれわれに見せつけてくれた」と評価している。
| 通称    | 名称                      | 日本語                             | 概要 |
| ------- | ------------------------- | ---------------------------------- | --- |
| /a/     | Anime & Manga             | アニメとマンガ                     | →詳細は「 /a/ 」を参照 |
| /aco/   | Adult Cartoons +18        | アダルト漫画                       | /co/のサブフォーラム。ヘンタイは/h/に移管されている。 |
| /adv/   | Advice                    | アドバイス                         | 本のヒントから自殺の方法まで多岐にわたるアドバイスが掲載されている掲示板。アノニマスの回答はジョークか真剣な助言であることが多い。 |
| /an/    | Animals & Nature          | 動物と自然                         | 動物と自然の写真の掲示板（動物虐待の画像は許可されていない） |
| /asp/   | Alternative Sports        | エクストリームスポーツ             | レスリング・スケートボード・BMXなどエクストリームスポーツ専門掲示板 |
| /b/     | Random +18                | ランダム                           | →詳細は「 /b/ 」を参照 |
| /bant/  | International/Random +18  | 海外のランダム                     | /b/のサブフォーラム |
| /biz/   | Business & Finance        | ビジネスと金融                     | ビジネス、金融、経済学に関連する掲示板。政治的議論は/pol/に、非政治的陰謀論は/x/に移管されている。 |
| /c/     | Anime & Cute              | アニメ・かわいい                   | かわいさを感じるアニメ画像のみを受け付けている掲示板 |
| /cgl/   | Cosplay & EGL             | コスプレとゴスロリ                 | コスプレとゴシック・アンド・ロリータがテーマの掲示板 |
| /ck/    | Food & Cooking            | 食べ物と料理                       | 食べ物と料理がテーマの掲示板。食べ物の写真、レシピ、食べ物の議論が歓迎されている。 |
| /cm/    | Cute Male                 | かわいい男の子                     | /c/と似ているが男性の画像のみ許可される（少年愛も掲載可能だが、やおいは/y/に移管） |
| /co/    | Comics & Cartoons         | コミックとカートゥーン             | 漫画やカートゥーン（アメリカのアニメーション）についての掲示板（成人向けコンテンツは/aco/に移管） |
| /d/     | Hentai/Alternative +18    | ヘンタイ/オルタナティブ            | 変態専門掲示板。触手モンスターやボンデージなどの露骨なポルノが中心。 |
| /diy/   | Do-It-Yourself            | DIY                                | 自分で何かを作るのに必要なガイドや取扱説明書を投稿する掲示板 |
| /e/     | Ecchi +18                 | エッチ                             | ヌードやソフトコア（エロティックな二次元イラスト）専門掲示板。露骨なハードコアポルノは/d/（ヘンタイ/オルタナティブ板）に移管されている。 |
| /f/     | Flash +18                 | Flashアニメ                        | SWFファイルを共有するための掲示板 |
| /fa/    | Fashion                   | ファッション                       | ファッションのみが議論されている掲示板 |
| /fit/   | Fitness                   | フィットネス                       | ダイエットや運動などにまつわる掲示板 |
| /g/     | Technology                | 技術                               | 現在、過去、未来の技術について話しあう掲示板 |
| /gd/    | Graphic Design            | グラフィックデザイン               | グラフィックデザインとそのテクニック（Adobe Photoshopなど）について話し合う掲示板。リクエストは/r/に移管されている。 |
| /gif/   | Animated GIF +18          | GIF（NSFW）                        | GIF画像のみ共有できる掲示板（成人向けコンテンツを含む） |
| /h/     | Hentai +18                | ヘンタイ                           | 日本のエロマンガやエロアニメなどを共有する掲示板 |
| /hc/    | Hardcore +18              | ハードコアポルノ                   | ハードコアポルノ専門の掲示板。二次元イラストは/d/（ヘンタイ/オルタナティブ板）に移管されている。 |
| /his/   | History & Humanities      | 歴史と人文科学                     | 歴史、哲学、宗教、法律、考古学、人類学、古代言語、古典芸術、人文科学に特化した掲示板。露骨な人種差別やトローリング（荒らし）は容認されておらず、知的な談話が期待されている。そのため差別的な議論が多い/pol/からの投稿者は嫌われる傾向にある。 |
| /hm/    | Handsome Men +18          | ハンサム                           | ゲイのポルノ写真のみが許可されている掲示板 |
| /hr/    | High Resolution +18       | 高解像度画像                       | 高解像度の画像のみが許可されている掲示板。制限は画質のみで特定のトピックは存在しない。 |
| /i/     | Oekaki +18                | お絵かき掲示板                     | 英語圏最大規模のお絵かき掲示板 |
| /ic/    | Artwork/Critique +18      | イラスト/レビュー                  | オリジナルイラストを投稿・批評する掲示板（他人のイラストはアップロード禁止） |
| /int/   | International             | インターナショナル                 | アメリカ以外の文化や言語について敬意と寛容をもって話し合う掲示板 |
| /jp/    | Otaku Culture             | おたく文化                         | 日本のおたく文化について話し合う掲示板。 |
| /k/     | Weapons                   | 兵器                               | 軍事マニアが話し合う掲示板。/k/が起源となった悪名高いミームとして、公権力を嫌悪するガンマニアによる過激主義運動「ブーガルー」がある。 |
| /l/     | Lolikon                   | ロリコン                           | かつて存在した掲示板。児童ポルノの投稿が問題視され、2004年10月に削除された。 |
| /lgbt/  | LGBT                      | LGBT                               | LGBTコミュニティ（レズビアン、ゲイ、バイセクシュアル、トランスジェンダー）とそのライフスタイルについて敬意と寛容をもって議論する掲示板 |
| /lit/   | Literature                | 文学                               | 文学について話し合う掲示板（ただしファン・フィクションは許可されていない） |
| /m/     | Mecha                     | メカ                               | メカ（マジンガーZやロボテックなど）について話し合う掲示板 |
| /mlp/   | Pony                      | マイリトルポニー〜トモダチは魔法〜 | テレビアニメ『マイリトルポニー〜トモダチは魔法〜』専門掲示板 |
| /mu/    | Music                     | 音楽                               | 音楽、楽器、歌手について話し合う掲示板。 |
| /n/     | Transportation            | 交通/輸送                          | 一輪車から飛行機まで多様な移動手段を扱う掲示板。自動車は/o/に移管されている。 |
| /news/  | News                      | ニュース                           | 今日起こっているニュースや事柄を広める掲示板。前身の/new/は2011年1月に人種差別的な議論のため閉鎖され、代替板として/pol/が開設された。現在は/news/として再開されている。 |
| /o/     | Auto                      | 自動車                             | 自動車もしくはレーシングカーを扱う掲示板 |
| /out/   | Outdoors                  | アウトドア                         | ハイキングやキャンプなどについて議論する掲示板 |
| /p/     | Photography               | 写真                               | ユーザーが撮影した写真を共有する掲示板。目的のないランダムな写真をアップロードすることは推奨されていない。 |
| /po/    | Papercraft & Origami      | ペーパークラフトと折り紙           | 折り紙や紙工芸の写真をアップロードする掲示板 |
| /pol/   | Politically Incorrect +18 | 政治的に正しくない                 | →詳細は「 /pol/ 」を参照 |
| /r/     | Request +18               | リクエスト（NSFW）                 | リクエスト専門の掲示板。特定の画像やリンクが必要な場合は、そのトピックを開始し、ユーザーが情報提供するのを待つ必要がある。 |
| /rs/    | Rapidshares +18           | ラピッドシェア                     | ファイルのダウンロードアドレスを共有する掲示板。RapidShareのサービス終了に伴い閉鎖。 |
| /r9k/   | ROBOT9001 +18             | メンヘル                           | 陰キャ専門の雑談系掲示板。2ちゃんねるの独身男性板（通称：毒男板）やメンヘルサロン板に相当する。 |
| /s4s/   | Shit 4chan Says +18       | クソカキコ                         | 適当な画像に無意味なキャプションをつけるクソカキコ専門掲示板 |
| /s/     | Sexy Beautiful Women +18  | セクシーで美しい女性               | 女性の画像（三次元）のみ共有できる掲示板（男性と未成年者の画像は共有できない） |
| /sci/   | Science & Math            | 科学と数学                         | 科学と数学に関連する話題を共有する掲示板（宗教と科学の議論は許可されていない）。/sci/のユーザーが『涼宮ハルヒの憂鬱』第1期の全エピソードを、最も少ない組み合わせで見るには何通りになるかについて数学的に証明した「ハルヒ問題」（Haruhi Problem）は非常に有名。また、この証明は数学上の未解決問題「最小超置換」を解決する糸口として数学界でも大きな注目を集めている。 |
| /soc/   | Social +18                | 社会生活                           | SNSのアドレスを共有し、カジュアルな出会いを提供する掲示板 |
| /sp/    | Sports                    | スポーツ                           | どんなスポーツでも扱える掲示板 |
| /t/     | Torrents +18              | トレント                           | 日本のアダルトビデオなどをBitTorrentで共有する掲示板 |
| /tg/    | Traditional Games         | ボードゲーム                       | ビデオゲーム以外の伝統的なゲーム（ボードゲーム）について話し合う掲示板 |
| /toy/   | Toys                      | おもちゃ                           | おもちゃやフィギュアについての画像やトークのみを話し合う掲示板 |
| /trash/ | Trash - Off-Topic         | ごみ箱                             | 板違いスレの集積所。4chanのURL末尾にディレクトリ名を手入力することでアクセス可能。 |
| /trv/   | Travel                    | 旅行                               | 行きたい場所や訪れた場所の画像や話を共有する掲示板 |
| /tv/    | Television & Film         | テレビと映画                       | テレビドラマや映画全般について話し合う掲示板 |
| /u/     | Yuri +18                  | 百合                               | 百合画像（女性同士のソフトコア）のみを扱う掲示板。ここに男性の画像は投稿できない。 |
| /v/     | Video Games               | ビデオゲーム                       | テレビゲームやコンソールの掲示板。/v/はゲーマーゲート集団嫌がらせ事件において主要な役割を果たし、表現の自由を支持する立場からフェミニストらの表現規制論を弾劾した。2014年9月、論争の激化に伴い、4chanでゲーマーゲートの話題が禁止された後、/v/のユーザーとゲーマーゲートの関係者は4chanと決別し、避難所として8chanに移行した。                                       |
| /vg/    | Video Game Generals       | ビデオゲーム全般                   | /v/のサブフォーラム。主にゲームのタイトル・ジャンル・ストーリーが扱われる。 |
| /vip/   | Very Important Posts      | 非常に重要な投稿                   | 有料会員（4chan Passユーザー）向けのボード。4chanのURL末尾にディレクトリ名を手入力することでアクセス可能。 |
| /vp/    | Pokémon                   | ポケモン                           | 『ポケットモンスター』専門掲示板 |
| /vr/    | Retro Games               | レトロゲーム                       | 1999年以前にリリースされたゲームについて話し合う掲示板。第6世代のゲーム機について話すことは許可されていない。 |
| /vt/    | Virtual YouTubers         | バーチャルYouTuber                 | バーチャルYouTuberについて話し合う掲示板 |
| /w/     | Anime Wallpapers          | 壁紙/アニメ                        | アニメの壁紙を共有する掲示板 |
| /wg/    | Wallpaper General +18     | 壁紙/一般                          | あらゆるタイプ・サイズの壁紙を共有する掲示板 |
| /wsg/   | GIF                       | GIF（SFW）                         | 職場で閲覧しても安全なGIF画像のみ共有できる掲示板 |
| /wsr/   | Worksafe requests         | リクエスト（SFW）                  | 職場で閲覧しても安全なリクエストのみ行える掲示板 |
| /x/     | Paranormal +18            | 超常現象                           | 超常現象やクリーピーパスタ（コピペから生まれる都市伝説）を専門に扱う掲示板。2ちゃんねるのオカルト超常現象板に相当する。 |
| /y/     | Yaoi +18                  | やおい                             | やおい（男性同士の同性愛を描いた絵）専門の掲示板 |
| /3/     | 3DCG                      | 3DCG                               | CGIで作成された3次元のオブジェクトに特化している掲示板 |

## アーカイブ
4chanの投稿は一定期間で削除されるため、2ちゃんねると違って過去のスレッドを参照することは出来ない。また4chanは、インターネットアーカイブが運営するウェイバックマシンの検索結果からも除外されている。これは画像データの保存に膨大な費用を要すること、過去の投稿が削除されるふたば☆ちゃんねるの画像掲示板スクリプトを4chanが流用していること、サイトのアンダーグラウンド性などが主な理由として挙げられる。
このような性質上、4chanでは提供される話題が短時間で次から次へと流れていくため、4chanの住人でない者には極めて理解しづらい独自の文化が形成されている。その一方で「完全な匿名性」と「過去の投稿が記録されない」という秘匿性が高いシステムは、気軽で自由な投稿を行える利点となり、2005年から2007年にかけて4chanは英語圏のインターネットカルチャーの中心となった。現在も4chanは常にインターネット・ミームが生成される、世界最大級のフォーラムであり続けている。

### 4chanのアーカイブサイト
2010年代以降、4chanアーカイバには「Fuuka」や「Asagi」などの非公式ソフトウェアが使われており、ウェイバックマシンをのぞく複数のアーカイブサイトが4chanのスレッドや画像をリアルタイムに保存している。

#### 2000年代（Chanarchive etc.）
- Chanarchive（旧・4chanarchive）
  - 2006年から2013年まで存在したウェブサイト。サイトが閉鎖されるまで4chan最大のアーカイブサイトだった。ウェイバックマシンには断続的なキャプチャがあるのみで、それ以外のアーカイブは完全に失われたとされている[109][160][161]。このため、2000年代における4chanのアーカイブは完全な形で現存しておらず、今なおミッシングリンクとなっている部分が多い。
- Yotsuba Society
  - 元4chanユーザーのNdubuisi "Jkid" Okehが、2007年から2013年8月までのほぼすべてのスレッドを個人的に取得・保存したアーカイブ[162]。現在はスタンフォード大学図書館（英語版）によってアーカイブデータが再配布されている。データはTARファイルとしてダウンロード可能[163]。
- 4GBs of 4chan Threads (2009-2012)
  - 4chanのアーカイブプロジェクト「Bibliotheca Anonoma」がウェイバックマシンにアップロードした、2009年後半から2012年初頭にかけてのアーカイブ。アーカイブデータはTorrentファイルとしてダウンロード可能[164]。
- Moot - A Video Archive of 4chan's Founder
  - 4chan創設者の「moot」ことクリストファー・プールに関連するビデオアーカイブ。mootがメディアに出演した、ほぼすべての動画をコレクションするとともに、北米最大のアニメコンベンション「オタコン」に参加した4chanチームのトークライブ映像なども網羅する形で収集・公開している。2015年にYotsuba SocietyによってMEGAに再アップロード後[165]、現在はウェイバックマシンにてアーカイブが再配信されている。
- Wikichan - 4chanユーザーが作成したコンテンツを記録するために設立されたウェブサイト。2007年11月22日に閉鎖された。

#### 2010年代（4Archives etc.）
- 4archive.org（Chanarchiveの後継サイト。2014年から2017年9月までのアーカイブを収録）
- 4chan Archives（2014年から2016年7月までのアーカイブ）
- archive.foolz.us（閉鎖）
- Nyafuu Archive（閉鎖）
- archive.moe（閉鎖）
- boards.fireden.net（閉鎖）

#### 2010年～2020年代（Fuuka Archivers etc.）
- 4plebs
- Desuarchive
- warosu.org
- archived.moe

#### その他のアーカイブ
- ふたば管理人について語るスレ（2013年1月28日）
- 西村博之によるQ＆Aセッション（2015年9月22日）[166]
- /mu/core - 4chanの音楽板（/mu/）のディスクガイド画像（Essentials & Flowcharts）をまとめたウェブサイト
- The Q Origins Project - Qアノン陰謀論を主宰する匿名ユーザー「Q」が4chanと8chanに投稿したスレッドの全アーカイブ
- 4chan - Archive team - Archive Teamが作成した4chanアーカイブサイトの解説リスト
- ふたば倉庫 - ふたば☆ちゃんねるのコンテンツ集積所
- 4chan Flash - 4chanのフラッシュ倉庫

## 歴史

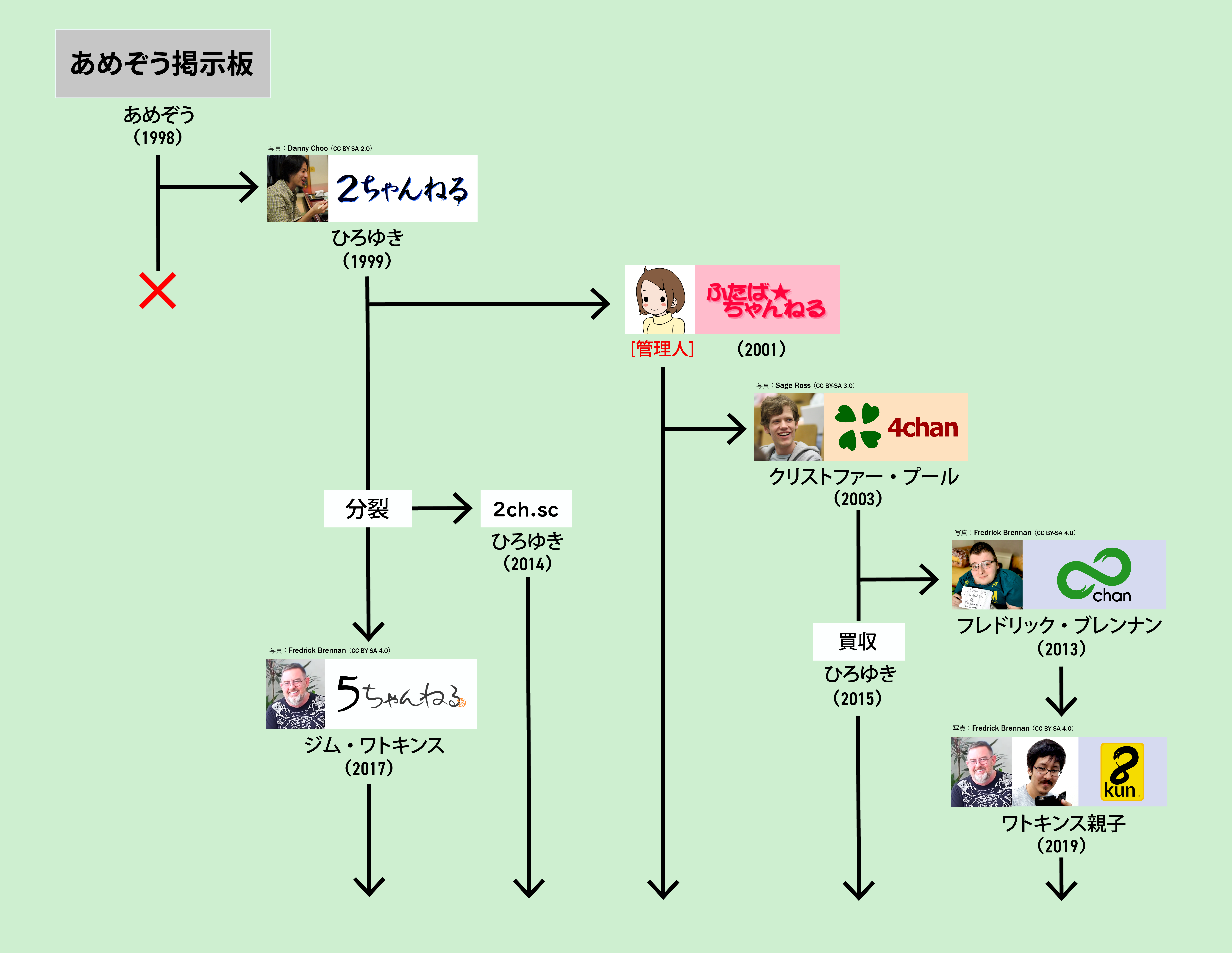
日本で発祥したスレッドフロート型匿名掲示板の系譜。4chanは日本の画像掲示板群・ふたば☆ちゃんねる（2chan.net）の分派であり、2ちゃんねる（現・5ちゃんねる）の孫サイトにあたる。

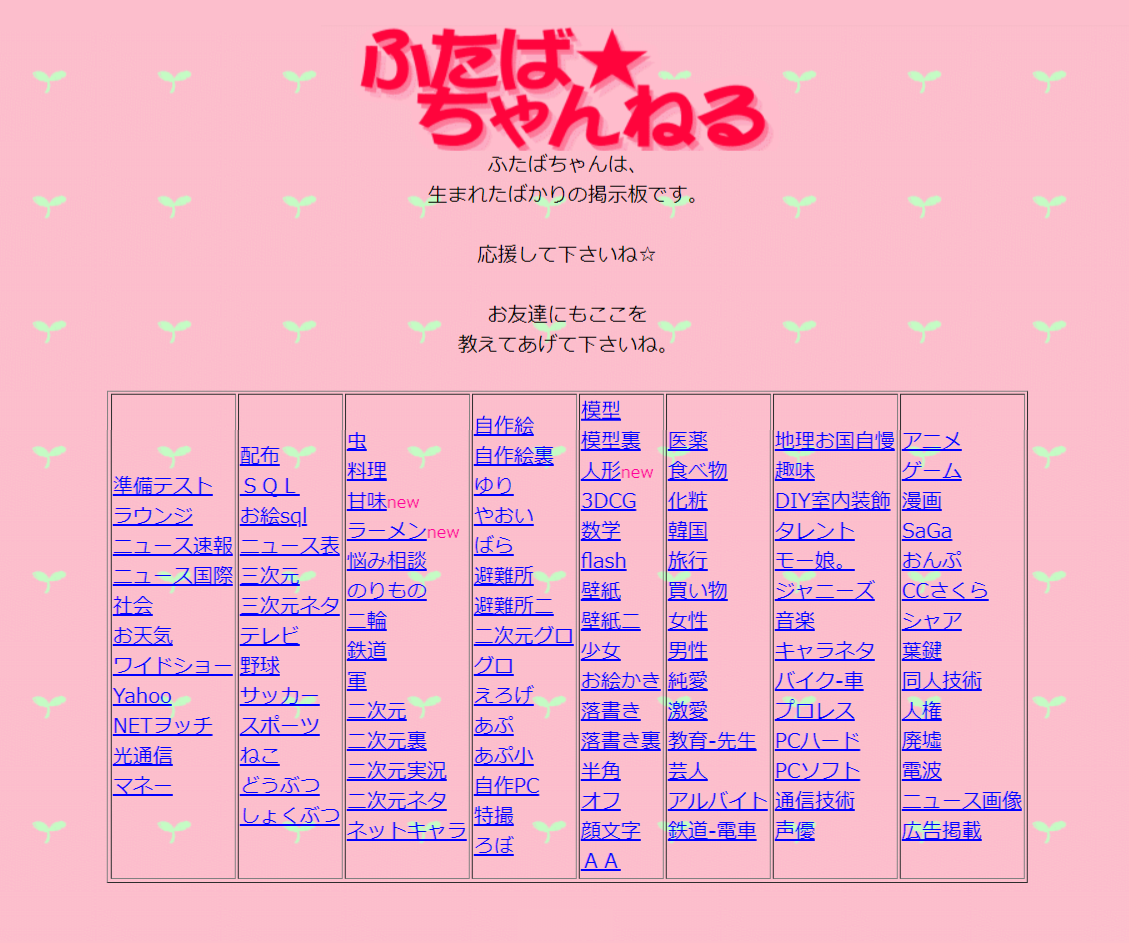
4chanの親サイト・ふたば☆ちゃんねる（2chan.net）は、2001年8月30日に2ちゃんねるの分派として開設された。

4chanは、世界各国のユーモアサイトを紹介している電子掲示板「Something Awful」の支部として、日本の画像掲示板群「ふたば☆ちゃんねる」のソースコードを流用し、2003年10月1日に開設された。
『ロサンゼルス・タイムズ』によれば、4chanはインターネット上で最も多くのトラフィックを集める画像掲示板である。またアレクサによる統計でも1000位程度の順位を維持している。2008年、米Time誌は、インターネットで4番目に大きな掲示板サイトと4chanを紹介した。
しかし、掲示板は資金難のために機能を停止する事態がしばしば起きている。
- 1回目の運営停止：2003年10月17日
- 2回目の運営停止：2003年11月20日
- 3回目の運営停止：2004年1月
- 4回目の運営停止：2004年6月20日[168]
- 5回目の運営停止：2008年7月23日
- 6回目の運営停止：2008年8月7日
- 7回目の運営停止：2009年1月9日

この他にも、たびたびサーバーダウンが発生する。

### アクティビズム―4chanの襲撃

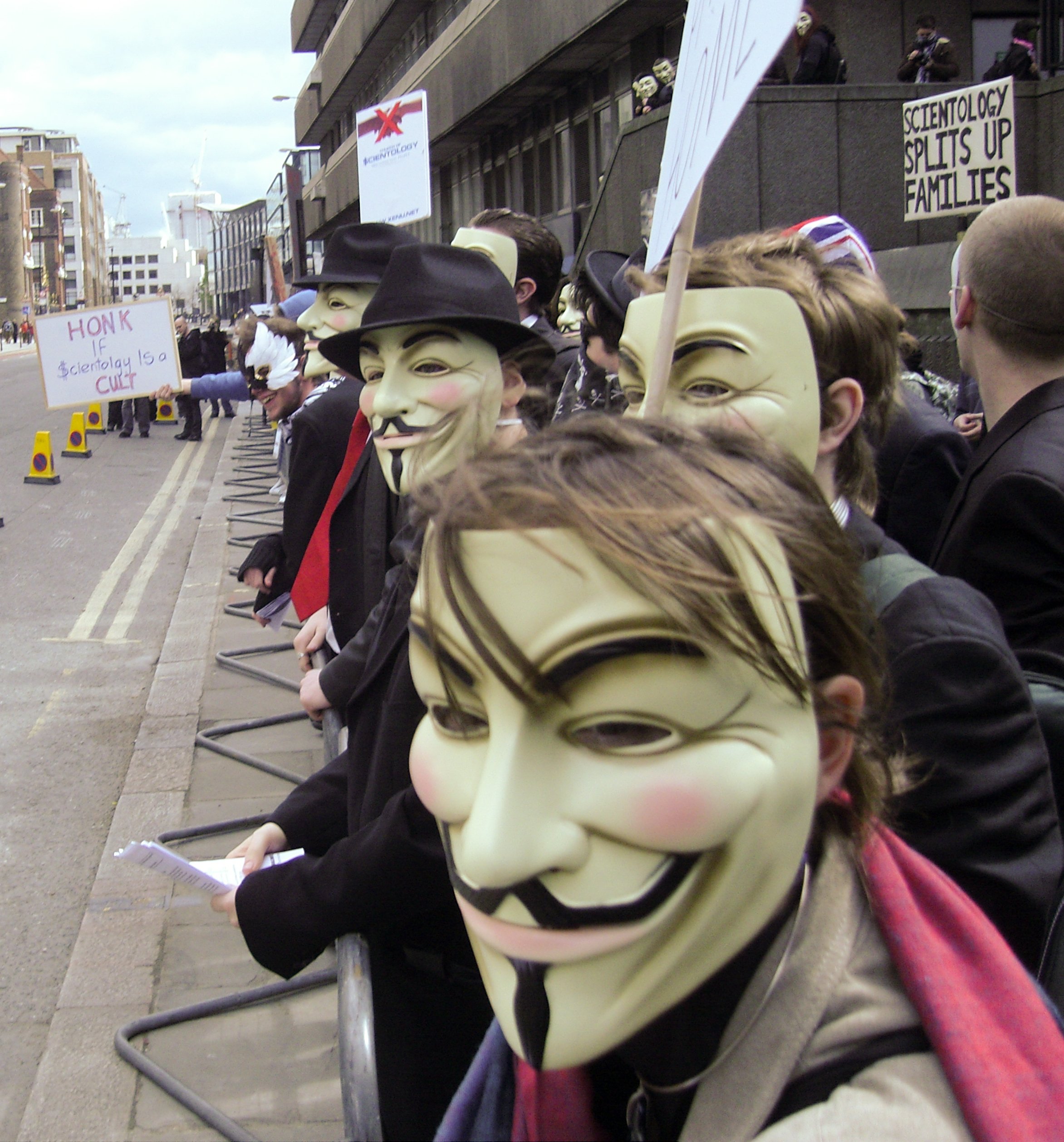
サイエントロジーに対する抗議デモをおこなうアノニマスのメンバー（2008年、ロンドン）

2008年2月10日、約7000人の名もなき4chanユーザーがProject Chanologyと称して、世界中のサイエントロジー教会前でデモ活動を行った。発端はトム・クルーズを起用したサイエントロジーの宣伝ビデオが流出し、それを削除するよう協会側がYouTubeに圧力をかけたことであった。マット・アルトは、4chanユーザーがサイエントロジーに猛反発した理由について「サイエントロジーだかなんだか知らないが、ネット上のお楽しみを取り上げる権利が誰にあるのか、というわけだ」と述べている。なお、抗議デモに参加した4chanユーザーの多くは、顔を隠す悪ふざけとしてガイ・フォークス・マスクをつけていた。これは全体主義体制のディストピア社会に対する反骨精神をテーマとした、2005年公開の映画『Vフォー・ヴェンデッタ』に登場する正体不明の男「V」が着けていたガイ・フォークスの仮面が元ネタで、匿名による抗議の連帯を示している。この奇妙すぎる抗議活動はマスコミからも注目され、匿名アクティビスト集団「アノニマス」が世界中に知られるきっかけとなった。ネブラスカ・オマハ大学のスコット・スチュワートは「参加者が面白半分にガイ・フォークス・マスクを着けた結果、サイエントロジーのスラップ訴訟や、言論を封殺するような威圧的態度について世間の関心を呼びおこした」と評価している。こうして「匿名」なる名を得たことによってアイデンティティに目覚めたアノニマスは、その名のもとに結束と帰属意識をより強固なものとする。これは活発な活動の原動力となった反面、晒し行為（ドクシング）やクラッキングなどの不法行為を誘発させ、功罪両面でその名を世界中に轟かせることになった。
2008年11月、MTVヨーロッパ・ミュージック・アワードにおいて、4chanユーザーの大量投票により、リック・アストリーが「史上最高のアーティスト賞」を受賞する（世界で最も有名な釣り動画「リックロール」も参照）。
2009年4月、米Time誌が行ったインターネット投票で、4chan創設者のmootが「2008年の世界で最も影響力のある100人」のファイナリストに選ばれた。投票数は1679万4368票にのぼり、これはバラク・オバマやウラジーミル・プーチンを大きく上回っている。また投票で選ばれた上位21名の最初の文字をつなげると、反サイエントロジー運動に関連するフレーズだったことから、これはアノニマスによる組織票とみられている。
このように4chanの集団行動（特定の話題や出来事に対して不特定多数のユーザーが爆発的に盛り上がる「祭り」現象）は、数々のネットミームと共に、現実にも影響を与えるムーブメントを生み出してきた。しかし、4chanの集団行動はゲーマーゲート騒動をきっかけに排他的態度や差別的感情と結びつき、4chanとアメリカの運命を大きく変えていくことになる。
清義明は4chanがダークサイドに堕ちた「転換点」について次のように語った。

### ゲーマーゲート集団嫌がらせ事件

4chanを追放されたゲーマーゲーターは8chanに移行した。その後、8chanはヘイトの巣窟となり、銃乱射事件の犯行予告に繰り返し使われた為、サービス提供者のCloudflareは「ヘイトの肥溜め」として8chanを永久追放した。

2015年1月、4chan創設者のmootは管理人を引退した。理由としてゲーマーゲートの話題を禁止したことで受けた殺害予告や誹謗中傷によるストレスとその対応負担を挙げている。
ゲーマーゲート事件は、女性ゲーム開発者のゾーイ・クィンの元彼が別れ話に逆上して「クィンが販促のために男性記者に枕営業を行った」と虚偽の告発を行ったことで発生した。その後、この疑惑は「#GamerGate」としてビデオゲームジャーナリズムの倫理に関する論争を装いつつ、反フェミニズムの観点から表現規制を掲げるフェミニストへの集団的な嫌がらせや反リベラル運動に発展し、煽動された4chanユーザーの多くがリベラルから反ポリコレに転向したとされている。しかしゲーマーゲート事件後も彼らは未だ自らをリベラルだと回答しており、反ポリコレリベラルという新しい思想とも考えられる。また表現の自由を支持する匿名のゲーマー（ゲーマーゲーター）が、ゲーマーゲートに巻き込まれた関係者（女性ゲーム開発者、ゲーム業界のプロデューサー、ゲーム雑誌の編集者、反ゲーマーゲートのジャーナリスト）に対して片っ端から個人情報の晒し（ドクシング）や殺害・レイプなど犯罪予告、スワッティング（虚偽通報）などの嫌がらせを行ったため、4chanではゲーマーゲートに関係する話題が2014年9月に禁止された（4chanでは個人の政治的信条を述べたり、議論することは出来るが、それを積極行動主義に移すことは禁止されている）。

4chan管理人（当時）のmootは当該スレッドを削除した理由について次のように語っている。
その後、ゲーマーゲーターは4chanの避難所として8chanに活動の場を移し、彼らの一部は、騒動に便乗した白人至上主義者やネオナチなど極右と合流してオルタナ右翼やQアノンの構成員となった。ちなみに言論の自由の象徴である4chanが大規模な表現規制を行ったのは、未遂に終わった2006年8月の「/b/-day」以来のことであり、ゲーマーゲート事件は、米匿名掲示板文化（CHANカルチャー）の変化と分裂を誘発させ、結果的にアメリカ合衆国の分断を招いたという意味でも、4chanの枠を越えた、歴史上のターニングポイント的な論争となった。

### 初代管理人のmootからひろゆきに管理人が交代

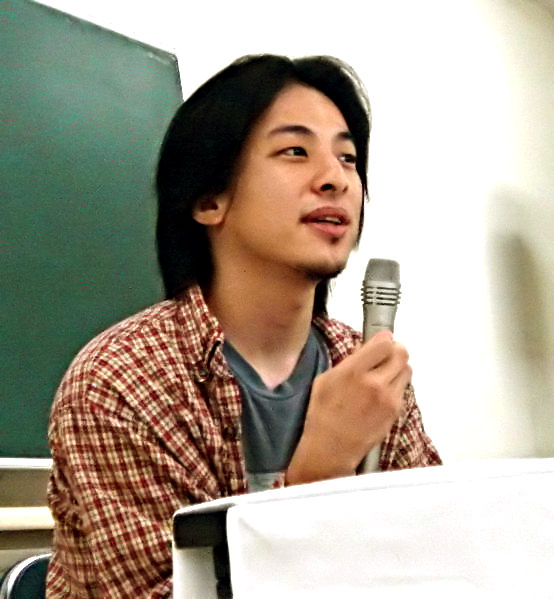
現管理人の西村博之（ひろゆき）は、4chanや8chanを含む他すべての「chan」サイトの前々身となった2ちゃんねるの開設者として知られている。

2015年9月21日、管理人がmootから2ちゃんねるの創設者としてよく知られている「ひろゆき」こと西村博之に交代した。ひろゆきは買収の経緯について4chanのQ&Aセッションで「mootと東京で飲んだときに、彼が辞めたいと明かした。でも彼と私は4chanを残したいと考えた。誰かが4chanを続けなければならない」として自身からサイトの購入を申し出たと述べている。また買収資金は借りたとしているが、金額については「mootに聞いて」と答えている。
買収に関して海外メディアが独自入手した内部資料によると、4chanの買収にはニコニコ動画を運営するドワンゴ、未来検索ブラジル、グッドスマイルカンパニーの三社が少なくとも関与しており、ひろゆき個人から80万ドル（約1億円）、ひろゆきが所有する企業から480万ドル（約6億4000万円）、グッドスマイルカンパニーから240万ドル（約3億2000万円）に及ぶ資金が投じられたという。また秘密保持契約の取引責任者には、グッドスマイルカンパニー・安藝貴範社長の氏名も記載されているが、元2ちゃんねる副管理人の山本一郎は「スポンサーシップと言っても頼まれて面白そうだからとカネを出したに過ぎない話なんじゃないか」と推察している。これらの企業が4chanの運営にどの程度関与していたのかは長らく不明であったが、ひろゆきによればグッドスマイルカンパニーは2023年までに4chanの経営から降板する予定であるという。一方でグッドスマイルカンパニーは、2022年6月に4chanとの関係を清算したと主張している。
mootは4chanに投稿した「FULL CIRCLE」（すべてつながってるんだ）という発表文で「ひろゆき氏は匿名コミュニティーのパイオニアであり、4chanの曽祖父（ひいおじいさん）とみなすことができる（4chanの親である『ふたば☆ちゃんねる』の親にあたる『2ちゃんねる』の親なので）。1999年に立ち上げた2ちゃんねるは、4chanを触発したふたば☆ちゃんねるの開設につながったのだから。もし彼がいなかったら、4chan、そして『全ての』匿名画像掲示板は、もしかしたらこんにち誰も使ってなかったかもしれないんだ」とし、「ひろゆき氏ほど4chanのリーダーに適任の人はいない」と語った。これに対して、ひろゆきは自身のTwitterで「I am not so old to be called "great-grandpa", ain't I?」（おいらは“ひいおじいちゃん”と呼ばれるほど年寄りじゃないよ）と英語でツイートした。また、ひろゆきは自身のブログでも「インターネット・ミームとアノニマス（匿名）の歴史に長年貢献してきた4chanコミュニティーの一員として、みなさんと一緒に働けることを誇りに思います」というメッセージを英語で投稿し、最後に「一緒に素晴らしいものを作りましょう」と締めくくった。
2016年10月2日、ひろゆきは4chanの再建に失敗したことを謝罪した。ひろゆきによると、4chanを現状のまま維持しようとしたものの、そのアンダーグラウンド性から広告収入が少ないため、CDNの導入や新規サーバに充てる費用を充分に捻出することができず、インフラや回線利用料の支払いも厳しくなっており、現状のまま維持していくことは不可能であると明かした。2018年になると、ひろゆきは4chanを2つのサイトに分割した。以後、既存の4chan.org（NSFW）ではアダルト広告が、全年齢向けの4channel.org（SFW）では、Steamゲーム・暗号通貨・NFTなどの広告が掲載されるようになった。
もともと4chanは、データ転送量の増大と、掲示板使用が無料であることから、資金難がしばしば問題になっていた。4chanは頻繁に寄付を呼びかけているが、こうした資金難の背景には、児童ポルノが投稿される掲示板の存在が多くのプロバイダの利用規定に違反しているのが原因との指摘がある。また2010年代以降の4chanは、ネットいじめ、個人情報の晒し、著名人プライベート写真の大量流出、数々のデータリーク、偽情報やヘイトスピーチの拡散、Qアノン陰謀論、トランプ政権の誕生、白人至上主義を助長するオルタナ右翼の台頭、ミソジニーやインセルに代表される非モテ男性の過激化、そして数々の無差別大量殺人事件（ホームグロウン・テロリズム）と密接に結びつけられ、ますます悪名を高めている。このことから、大手広告主が4chanと関係を持ちたがらないという指摘もあるが、ひろゆきは「そうは思わない」としたうえで「このサイトを浄化する計画はない」とMashableのメール取材で回答した。これに関してジャーナリストの清義明は「前のオーナーであるクリストファー・プール氏は、まだゲーマーゲート事件の書き込みの規制を行い、なんとか騒ぎをおさめようとしていた」「ひろゆきがオーナーになって、日本基準ともいえる自由放任主義の掲示板になった4chanは、オルタナ右翼と差別主義者に完全に乗っ取られたかのようなダーク無法地帯となった」と批判的に論じている。
現在の4chanは有志のサポートと、ボランティアのモデレーターによって運営されている。4chan関係者によると、ひろゆきはサイト管理をほとんど放置しており、主にRapeApeという部下にモデレーションを任せているという。Viceによれば、RapeApeは保守的な人種差別主義者で、元関係者は「RapeApeの政治的信念を反映したものに4chanは変化していった」と批判している。これら経緯からViceは、4chanが危険な掃き溜めになったのは、極右的なコンテンツを増幅させようとするサイト管理者と、それを気にしないオーナーのせいであると結論づけた。
2021年8月、米国下院特別委員会は、4chanや8kunに米連邦議会襲撃事件の記録を提出するように要求した。2023年1月6日には、米連邦議会襲撃事件を助長した役割をめぐり、同委員会は4chanに対して召喚状を発行している。

### Something Awfulの影響とCHANカルチャー
すべての始まりは2003年夏、当時15歳であった「moot」ことクリストファー・プールが、英語圏のオンラインコミュニティ「Something Awful」（直訳すると「何かひどいもの」を意味する）にあったアニメ掲示板「アニメ・デス・触手・レイプ・売春宿」（Anime Death Tentacle Rape Whorehouse、ADTRW）と日本の画像掲示板群「ふたば☆ちゃんねる」（2chan.net）を訪れたことであった。ADTRWは、ふたばの影響を強く受けており、投稿される画像の多くもふたばから転載されたものだったが、管理人の「Lowtax」ことリチャード・キャンカはアニメが大嫌いで、アニメ掲示板の追加もしぶしぶ認めたものに過ぎず、物騒なフォーラム名は、その憂さ晴らしとして命名したものであった。
その一方で、ふたばに投稿される画像のスピードに感動したmootは、ふたばのOSSを翻訳ソフトにかけ（このとき、ふたばのデフォルト名であった「名無し」を「Anonymous」と誤訳した）、2003年10月1日に「4chan」を開設した。当初、想定していたドメイン名は「3chan.net」であったが、すでに別のサイトで使われていたため「4chan.net」になったという。サイト名もそのまま「4chan」となった。ちなみに4chanの愛称「Yotsuba-Chan」は、ふたばの非公式姉妹サイトとして四つ葉のクローバーにかけたことや、当時mootが大好きだった日本の漫画作品『よつばと!』に登場する小岩井よつば（Yotsuba）へのオマージュという意味合いがあった。
4chanは当時としても非常にクラシックなデザインであったが、直感的かつ自由な投稿が可能だったことに加え、同時期にLowtaxがSomething AwfulでHENTAI（二次エロ）の投稿を禁止したことが重なり、ADTRWの難民は大挙して、4chanで最も自由なランダム板（/b/）に移住していった。このことから4chanの文化的なルーツは「ふたば」に由来するが、フォーラムのルーツとしては「Something Awful」に由来するところが大きいといえる。また、こうした英語圏の匿名コミュニティには、良識派を逆撫でするようなユーザーが昔から数多く存在しており、しばしば彼らは良識的なフォーラムに、下品な釣り画像（Goatse）を貼り付けるいたずらを行った。スペイン紙のエル・パイスは4chanについて「ネット黎明期に栄えながらも消えていった、いくつかのサブカルチャー、たとえばUsenetのニュースグループを連想させる」「これほどまでに、荒くれ者、過激派、反逆者、並外れて創造的な酔狂者、ずる賢く冷酷な皮肉屋たちが、ネット上に大集結したのは、いったい何年ぶりのことだろうか」として無法地帯も同然であった90年代の匿名コミュニティとの類似性を指摘している。
「釣り（Bait）」などの荒らし行為（Troll）を用いて、メインストリームのタブーを容赦なく侵犯する、匿名コミュニティ特有のアイロニックでウィットの効いたサブカルチャーは、4chanの「/b/」を経ながら、世界で最も有名な釣り動画「リックロール」の流行を経て、アノニマスのハクティビズムに結実した。しかし、逮捕者が続出し、アノニマスが勢いを失ったあと、2014年に勃発したゲーマーゲート集団嫌がらせ事件をきっかけに4chanは右傾化していく。またchan系サイトで醸成された冷笑的で露悪的なインターネット文化（CHANカルチャー）は、白人至上主義を志向するオルタナ右翼の政治的プロパガンダとしても利用された。これに関してWIREDは「オルタナ右翼による勧誘の多くは、ここで試験的に行われた。多くの白人至上主義者は4ちゃんねらーとして出発したのである」と報じている。その後、カエルのペペに代表される、オルタナ右翼のインターネット・ミームは、4chanや8chanの「/pol/」を経て、全米を震撼させたピザゲートやQアノンなど極右の陰謀論に発展し、2021年1月6日の米連邦議会議事堂襲撃事件でクライマックスを迎えた。

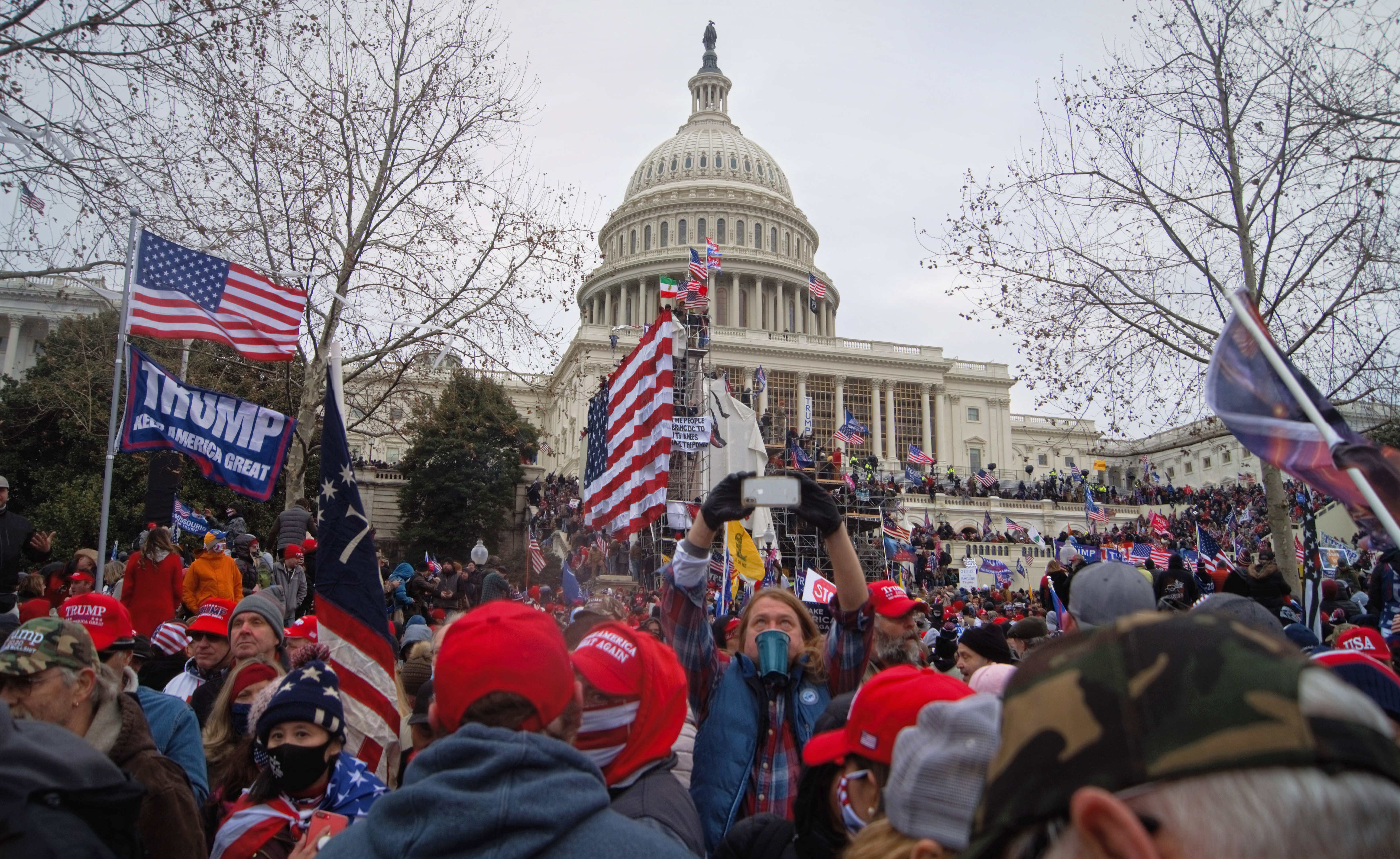
トランプ支持者、オルタナ右翼、Qアノン陰謀論者が、民主主義の象徴である米議会議事堂を襲撃・占拠している様子（2021年1月6日）

こうした4chanの変化については諸説があり、専門家の間でも「人種差別を煽るようなドナルド・トランプの影響」または「新規ユーザーの流入」あるいは「ネオナチによる4ちゃんねらーへの積極的な勧誘」と意見が割れている。また、ひろゆきが4chanを買収し、モデレーターのRapeApeが事実上の管理人になったのは「/pol/」で人種差別的な投稿が40%も急増した時期と重なっているが、この頃から他のBBSやSNSも右傾化していったため、4chanが極右的コミュニティへと傾斜した理由について、RapeApeや/pol/だけに還元することはできない。

#### 言論の自由をめぐる社会実験の失敗
米議会襲撃を受けて文芸評論家の藤田直哉は、Twitterでの「ネタと本気をいっしょくたにした勢いを原動力に笑いながら議事堂になだれこむお祭り騒ぎはSFのよう」「笑いながら軽やかに狼藉に及ぶのは、80年代のネタ文化的なものを思い出す」というツイートを引用し、米議会襲撃が80年代の軽薄短小なサブカルチャー（面白主義）や、その影響を受けたネット上での「遊び」にインスパイアされたものに見えると分析している。続けて藤田は匿名掲示板上の「遊び」や「悪ふざけ」が、ポストモダン以降のネット社会で急速に進行した、政治行動における「代替現実ゲーム化」「ゲーミフィケーション化」に結び付き、それがゲーマーゲート→ピザゲート→Qアノンなど現実世界を舞台にした陰謀論の形成や、議事堂襲撃に大きな影響を与えたと指摘している。

一方で文筆家の木澤佐登志は、ポリコレを冷笑・嘲笑・揶揄し、オルタナ右翼のゆりかごとなったCHANカルチャーについて「90年代以来のネットの根底に流れるアンダーグラウンド精神の残滓を見て取ることは、それほど難しくない」と指摘したうえで、匿名掲示板文化の根幹を担う自由民主主義が陥っている危機を次のように論じている。
トランプ現象を含めたここ数年のインターネットの空気は、結局リベラル的価値観が機能不全に陥っていることの現れなのかもしれない。もはや人々は、「平等」や「民主主義」などの普遍的だと思われていた価値観を信じていない。というより、信じることができない。それは言い換えれば「私たちの住む社会はより良くなっていく」という、近代西欧が育んできた「進歩史観」そのものに対する不信感でもあるのではないか。閉塞した現代社会を生きる私たちは、今よりもマシな社会が訪れることをもはや想像してみることすらできない。

これに関して8chan（現・8kun）創設者のフレドリック・ブレンナンは、4chanで失われた言論の自由を取り戻す目的で8chanを開設した結果、ダークな事件を連続して引き起こした経験上、オンラインにおける言論の自由の限界と8chanへの幻滅を次のように語った。
言論の自由の社会実験は失敗しました。言論の自由を進めすぎると良いことにはならない。無制限の言論の自由の結果が、現在起きていることなのです。当時、私は若かった。もし時間を巻き戻せるならば、決して8chanをつくることはないでしょう。
2024年4月5日、4chanを中心として約20年にわたるインターネット文化の発展とその社会的影響を総括したドキュメンタリー映画『アンチソーシャル・ネットワーク: 現実と妄想が交錯する世界』がNetflixで配信された。本作は「2ちゃんねる」に始まり、その英語版である「4chan」を通じて、ネット中毒の若者たちがアノニマス、ゲーマーゲート、Qアノンといった反社会的ムーブメントを生み出し、最終的に2021年1月6日の米議会議事堂襲撃に至るまでの過程を描いている。監督は前作『フィールズ・グッド・マン』（2020年）のアーサー・ジョーンズとジョルジオ・アンジェリーニが共同で務めた。

## 4chanから派生した主なウェブサイト

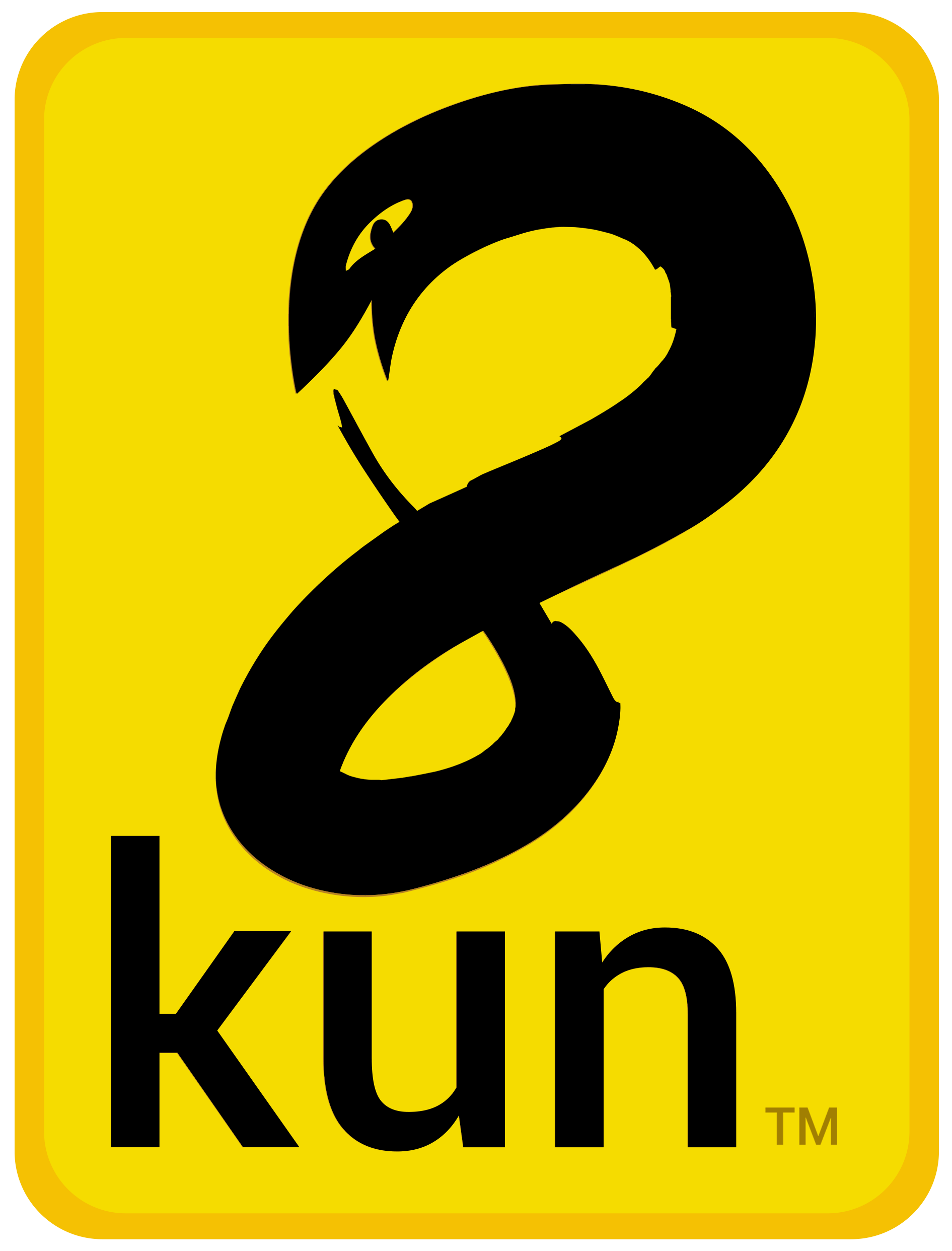
5ちゃんねる管理人のジム・ワトキンスが運営している英語圏の匿名掲示板「8kun」のロゴ

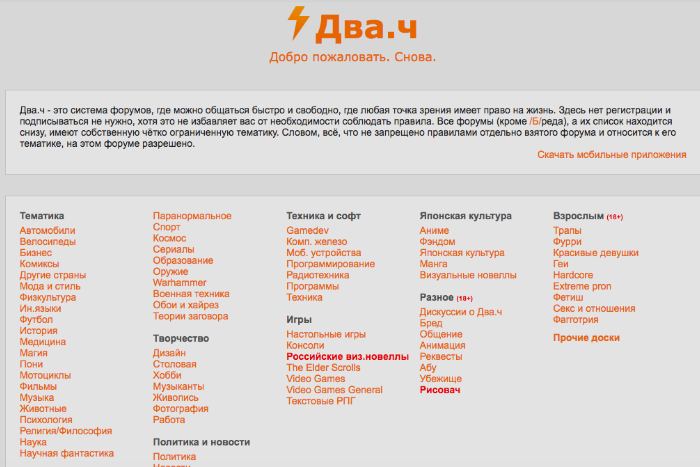
ロシア語圏最大の匿名掲示板「Dvach（2ch）」のトップページ

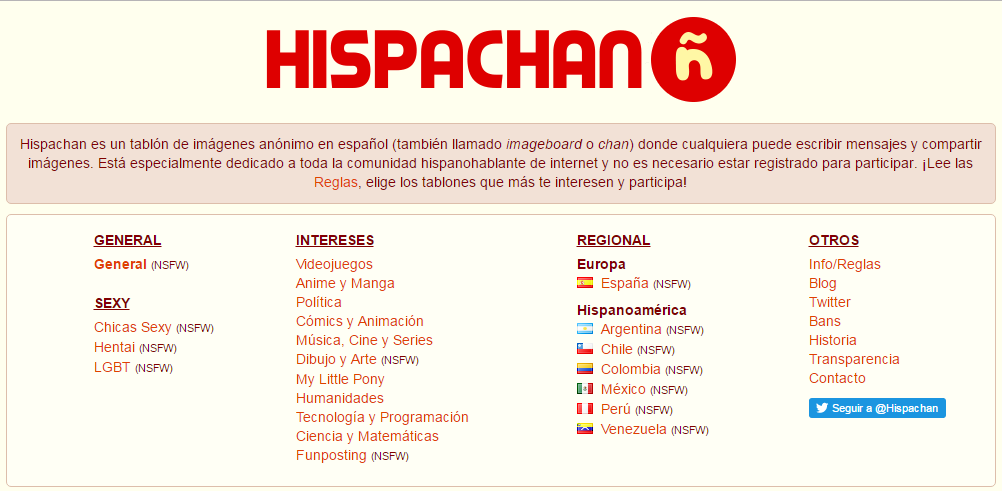
スペイン語圏最大の匿名掲示板「Hispachan」のメインページ

4chanは、Danbooruと双璧をなす画像掲示板の代名詞的存在であり、機能やスタイルなど4chanを参考に作られた匿名掲示板群が無数に存在する。代表的な派生サイトとしては、次のようなものがある。
- 2ch（Dvach） - ロシア語圏最大の匿名掲示板。2ちゃんねるや4chanと同様、荒らし・ネットいじめ・ドクシング・ミソジニー・DDoS攻撃・悪ふざけなど様々な論争や問題を抱えており、しばしば非難が向けられている[236]。
- 7chan - 2005年8月に開設された掲示板。2006年8月に/b/-dayが勃発し、4chanを離脱したアノニマスの多くが避難所として移住した[注 12]。
- 8chan（現・8kun） - 4chanの代替としてフレドリック・ブレンナンが2013年10月に開設した「インターネットの最も暗い場所」を自称する匿名掲示板[237]。4chanでゲーマーゲート集団嫌がらせ事件の話題が禁止された際、多くの難民が移行した。後に5ちゃんねる管理人のジム・ワトキンスが取得。2019年8月、Cloudflareにブロックされた[188]。ちなみに元管理人のロンは、匿名投稿者「Q」の正体とみなされている[227]。
- 8chan.moe - ダークウェブに存在する8chanの非公式姉妹サイト。Torを使わなければアクセス不可。
- 16chan - アンダーグラウンドな匿名掲示板。英語圏におけるOnionちゃんねるに相当する。取り扱われる内容も麻薬密売・人身売買・児童ポルノなど違法性や危険性が高いものが多い[209]。Torを使わなければアクセス不可。
- 27chan - 2014年7月に開設されたブラジルポルトガル語の匿名掲示板。保守的なサイトであり、ネオナチの拠点と見なされることもある[238]。
- 55chan - 2007年5月に開設されたブラジル最大規模の匿名掲示板[239]。閉鎖後、55chanの代替として73chan（後に1500chanに改称）が開設された[239]。
- BRchan - 55chanとならぶブラジル最大規模の匿名掲示板[239]。ブラジル先住民をモチーフにした萌え系のマスコットキャラクター・クルミーニャ（Kuruminha）が、2020年に4chanで再流行した[240]。
- 420chan（英語版） - ドラッグ系掲示板。2005年4月20日、匿名集団「アノニマス」共同創設者のオーブリー・コトル（a.k.a. Kirtaner）が開設。2022年6月、財政的課題による運営難と法執行機関によるサーバー押収の影響でオフラインとなる[241]。2023年、8chan開設者のフレドリック・ブレンナンに運営権が4200USドルで売却された[242]。
- 711chan - 2007年11月に開設された掲示板。アノニマスの起源のひとつとしても知られる。420chanがProject Chanology（英語版）に関連する話題（襲撃会議）を禁止した際、アノニマスの避難所として使われた[243]。
- Endchan - 2015年開設の掲示板。8chanの閉鎖時、一部の難民がEndchanに移行した。
- Ylilauta（英語版） - 2011年2月に開設されたフィンランド最大の画像掲示板
- Hispachan - 2012年11月に開設されたスペイン語圏最大の匿名掲示板[235]
- Krautchan（現・Kohlchan） - 2007年4月に開設されたドイツ語圏最大の匿名掲示板。「Kraut」（クラウト）はドイツ人に対する蔑称で「キャベツ野郎」の意。この掲示板は4chanで流行した数々のミームの発祥地としても知られる。またKrautchanのユーザーが作成した、極右の美少女マスコット・プッチちゃん（Putsch-Chan）や、ドイツの右派ポピュリスト政党「ドイツのための選択肢」の非公式マスコット・AfDちゃん（AfD-Chan）は悪名高い[244]。2018年3月の閉鎖後、後継としてKohlchanが開設された。
- PTchan - ポルトガル語圏の匿名掲示板
- Diochan - イタリアの匿名掲示板
- Karachan - ポーランドの匿名掲示板
- Ylilauta - フィンランドの匿名掲示板
- lainchan - サイバーパンクとテクノロジーに特化した匿名画像掲示板[245]。当時14歳のKalyxによって2014年4月に開設された。イメージキャラクターは1998年に放送された日本のテレビアニメ『serial experiments lain』に登場する岩倉玲音（いわくら れいん）。2016年に運営権がAppleman1234に売却された。
- arisuchan（旧・lainchan.jp） - lainchanの姉妹サイト[245]。
- GUROchan - 二次元グロに特化した世界最大規模の匿名画像掲示板。ふたば☆ちゃんねるにおける「二次元グロ裏」に相当する老舗掲示板である。2004年11月、4chanにあった/g/（Guro）が閉鎖され、待避所として2005年1月に「orz」によって開設された。しかし2014年4月にサイトが消滅し、以降は移転と閉鎖を繰り返したが[246]、2021年にHeyuri元管理人の「Kuz」によって再建され、同年6月にはHeyuriを所有する「Kaguya」に運営権が譲渡された。
- Heyuri - かつての4chan文化を再現した画像掲示板。アニメとオタク文化に重点を置いており、古き良き時代の画像掲示板になることを目標に掲げている。2019年の開設後、Kuzが運営を引き継ぎ、2022年4月にGUROchanのKaguyaが管理人となった。
- Fchan - 世界最大規模のケモノ匿名画像板。4chanでケモノ系ジャンル（ファーリー）が禁止された際、多くのケモナー難民が移行した。
- U-18Chan - アンダーグラウンドなケモノ系匿名掲示板。Fchanで禁止されているケモロリ・ケモショタも取り扱う。
- Ponychan - テレビアニメ『マイリトルポニー〜トモダチは魔法〜』専門掲示板。2011年、4chanの/b/で『マイリトルポニー』の話題が禁止された際、その待避所として開設された。その後、独自の文化を形成したが、2024年に閉鎖。
- Wizardchan - メンヘラ童貞板。30歳まで童貞だと魔法使いになれるというクリシェが元ネタ。元管理人は8chan開設者のフレドリック・ブレンナン[40][247]。
- Daily Stormer - 4chanにインスパイアされたオルタナ右翼系のネオナチサイト。2013年7月に陰謀論者のアンドリュー・アングリン（英語版）が開設。2017年8月、Cloudflareにブロックされた。
- Kiwi Farms - 嫌がらせ特化型の掲示板。4chanの分派として2013年に開設された[248]。創設者は8chan元管理人のジョシュア・ムーン。2022年9月、Cloudflareにブロックされた[249]。
- AllChans - 世界各国のchanサイトを紹介しているポータルサイト
- chans: Futaba-style imageboards - chan系サイトを網羅的にまとめたウェブサイト
- 4f**k - サブスクリプションサービス「Onlyfans」の公開アーカイブ

## 4chan発のインターネット・ミーム

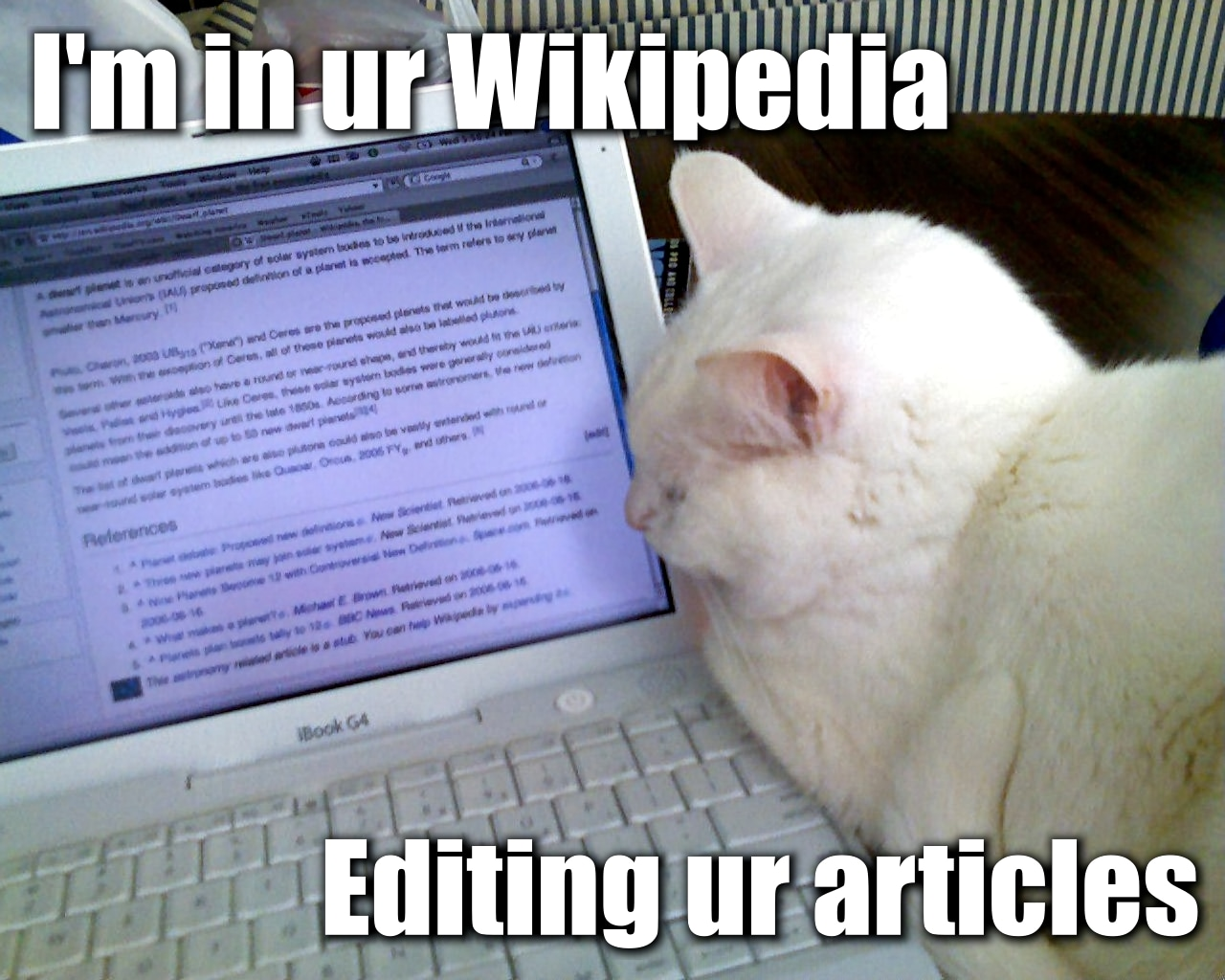
4chan初期のミーム文化であるLolcatは、インターネットが牧歌的だった時代を象徴する記念碑的なアイコンである。

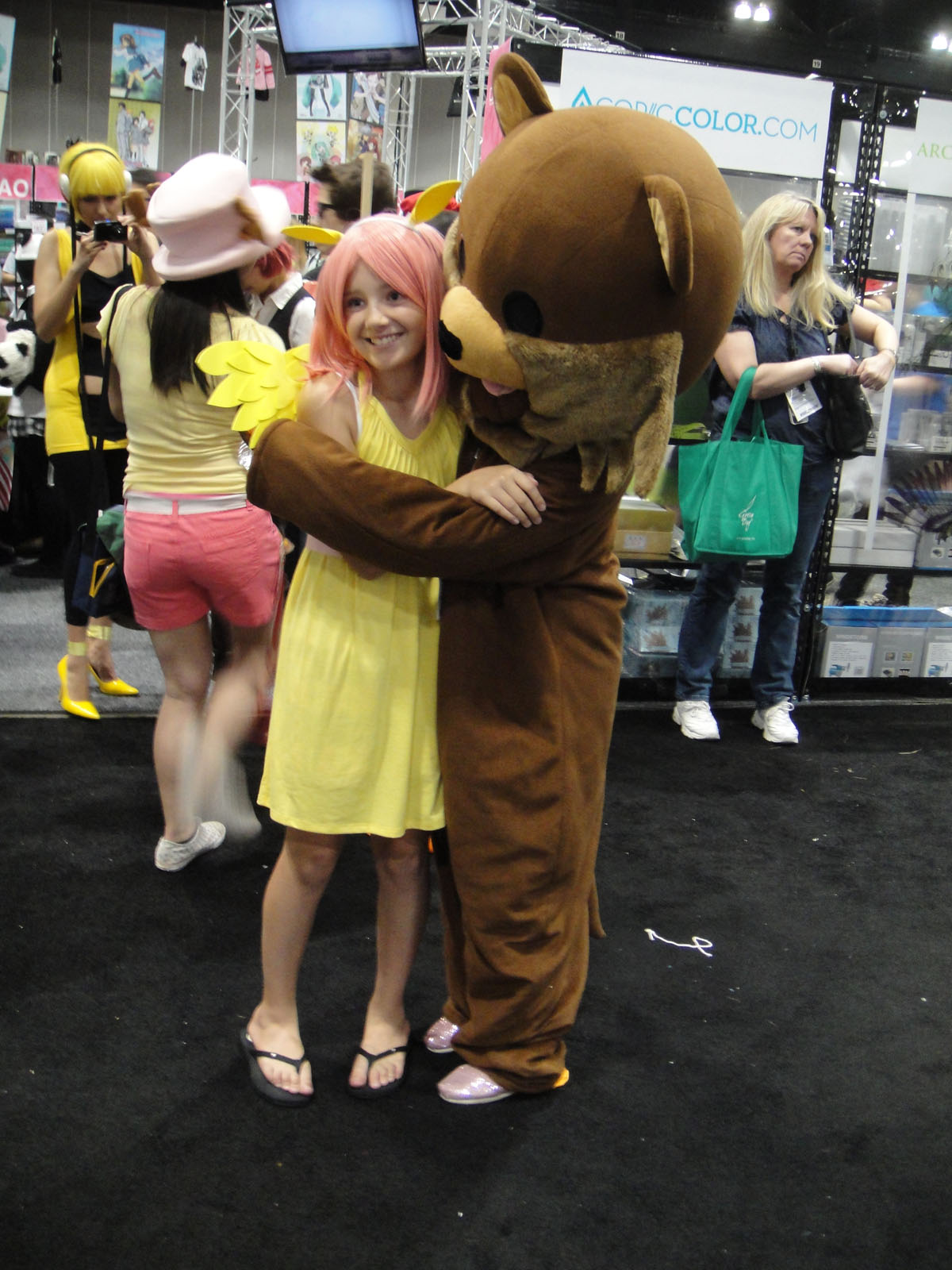
2011年のアニメ・エキスポ会場にて。4chanで最も人気があるケモノアニメ『マイリトルポニー〜トモダチは魔法〜』に登場するフラッターシャイ（左）と、2ちゃんねる〜4chan発祥のミームとして有名なクマー／ペドベアー（右）のコスプレ。

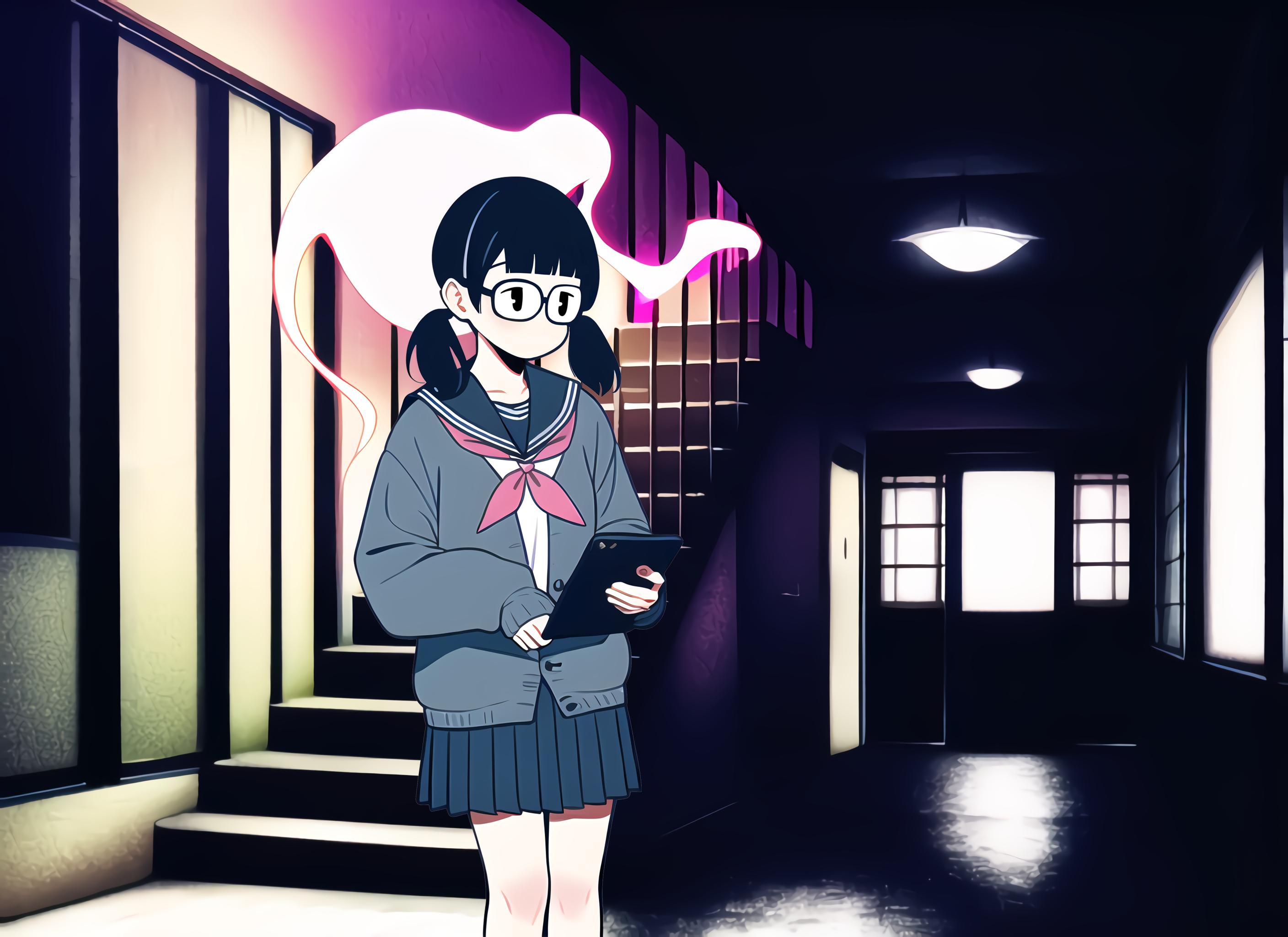
4chanの超常現象板 (/x/) で出現したクリーピーパスタ「The Backrooms」の系譜を汲む「リミナルスペース」に佇む少女のイメージ。これは閉店後の商業空間や公共空間に対して「怖い」「不気味」「薄気味悪い」といったエモを見いだす美学的なネットミームである。

英語圏におけるインターネット・ミームの多くは、4chanのランダム掲示板 (/b/) 発である。それはランダム掲示板の投稿量の多さによるものだろう。ミーム（Meme、文化的遺伝子）とは、人から人へとコピーされる文化情報という意味で、進化生物学者のリチャード・ドーキンスが著書『利己的な遺伝子』において提唱した造語である。とくにネット上に爆発的に広まるフレーズや画像は、インターネット・ミームと呼ばれる。4chanでは画像を使ったレスポンスのやり取りが特徴で、とてつもないスピードで意匠の模倣とアレンジが繰り返され、その過程で人気を得たものが、自然と外に広がっていく。かつてFOXニュースは「インターネットで最もパワフルな人々が集まる場所」「良心の呵責がない人の秘密の巨大カルチャー発電所」と4chanを評した。

### ミームの背景と構造
4chan創設者の「moot」ことクリストファー・プールは、オンライン上での集団的な創造性に寄与するものとして「流動性」と「匿名性」（著者性の不在）を挙げており、このふたつが4chanでミームが活発に産み出される理由であると指摘した。
たとえば4chanではスレッドが一定期間で削除されるため、面白いネタや画像を見つけたユーザーは、それをコピペ（Copypasta）して伝承する必要に迫られる。この際、コラージュによる二次創作（クソコラ）が加わることで、人気を得たコンテンツは少しずつ姿と形を変えながら、ひとつのミームとして定着する。これが4chanの「流動性」である。
また「匿名性」（著者性の不在）もミームの創造に重要な要素である。そもそも匿名掲示板では、実質的に著作権フリー（パブリックドメイン）に近い形でコンテンツ（著作物）が生まれるため、4chanにオリジナルを投稿をしたと自称する人物が現れたとしても、大元の投稿者がトリップコードを設定していない以上、コンテンツの権利を追求ないし証明することは、管理人の西村博之を除いて不可能である。このため、4chanユーザーは匿名で投稿されたコンテンツについては、ほとんど著作権を気にせず、自由にコピペや改変を行えるため、掲示板で流行したミームは無秩序かつ無制限に増殖しつづける。
もちろん他人のコンテンツを流用したネタがミーム化することも珍しくないが、4chanでは過去ログが残らないため、たとえ権利者が削除申請をおこなったとしても、ほとんど効力がないという脱法的なスキームが背後には控えている。

### 代表的なインターネット・ミーム
中でも特筆すべきインターネット・ミームとして、下記のものなどが挙げられる。
- Lolcat（猫の写真にユーモラスなコメントが書かれたもの）[18]
- Longcat（猫の写真をもとにしたミーム。2004年にふたば☆ちゃんねるに投稿され、その長すぎる胴体が話題になり、4chanにも転載されたことで世界的なミームとなった）
- Doge（柴犬の写真にテキストやクソコラを組み合わせミーム）
  - 首を傾ける柴犬・かぼすちゃんの写真をもとにしたミーム。2010年に飼い主がブログに投稿した写真がTumblrに転載されたことで有名になった。2013年、4chanとRedditで大流行した後[260]、ドージコインとして仮想通貨化。2021年にはNFT化された[261]。
- インターネットの規則（Rules of the Internet）[66]
  - ルール34（存在する全ての物にポルノがあるという法則）
  - ルール63（存在する全てのキャラクターに性転換したバージョンがあるという法則）
- リックロール（エロ動画のリンクと称してリック・アストリーが『ネバー・ゴナ・ギブ・ユー・アップ』を歌っているビデオへのリンクを偽装する釣り行為のこと。4chanの/b/で2007年頃から流行し、世界で最も有名な釣り動画となる。2023年6月時点でYouTubeに投稿された公式ミュージックビデオの再生回数は14億回を突破した）[18][67]
- ミュージック・ビデオのチョコレート・レイン（英語版）
- ぽぽたんダンス（アダルトゲーム「ぽぽたん」のMAD。4chanに投稿されたFlashに『キャラメルダンセン』という空耳ソングをかけあわせたMADが「ウッーウッーウマウマ(ﾟ∀ﾟ)」としてニコニコ動画に逆輸入され、ゼロ年代を代表する世界的ミームとなる）
- Nice boat.（アニメ『School Days』最終話の代名詞的用語）
- ウィアブー（日本かぶれの西洋人ヲタクを指す蔑称。日本のポップカルチャーに夢中になるあまり、病的なまでに親日的な言動を振りまくコミュ障の白人男性を指すことが多い）
- ポーランドボール（世界中のさまざまな国をボール化するミーム。もともとKrautchan発祥のミームだが、4chanで大きな広がりを見せた）
- ロイツマ・ガール（4chan発祥のFlashだとされるが正確な出所は不明）
- レイジコミック（落書きのような顔を並べたウェブコミック）
- ぎゃてコラ/Ohayou（東方Projectに出てくる幽谷響子のファンアートを改変したパロディ画像）[262]
- かたわ少女（C59で頒布された同人誌から/a/に転載された1枚のイラストをきっかけに始まった国際共同開発の同人ゲーム）[55][57][56]
- クリーピーパスタ（ネット上の都市伝説群から生まれたコピペ風ホラージャンル。代表作に「ジェフ・ザ・キラー」「スレンダーマン」がある）
  - The Backrooms（無人の部屋の画像＝リミナルスペースをもとに複数のユーザーのアイデアによって創作されたクリーピーパスタ）[250][251]
  - リミナルスペース（無人の空間や空虚な建造物に不思議な感覚を見出すミーム）[254][253][252]
- SCP財団（4chanの超常現象板・/x/で発祥した世界的なコミュニティサイト。自然法則に反した超常的な事物を確保・収容・保護し、人類の破滅を阻止する架空の組織というコンセプトのもと活動継続中）
- シケイダ3301（2012年〜2014年にかけて4chan上で出題された未解決の暗号問題）
- Wojak
  - MSペイントで描かれた白ハゲ男のミーム。彼女がいない「悲しみ」や「怒り」を表現する画像として主に使われる。正確な起源は不明でKrautchan発祥とされるが、2010年代に4chanで大きな広がりを見せた。派生ミームも数多く、たとえばWojakをモブ顔化したNPC Wojackは悪名高い。これは主体性がないリベラル層を揶揄するミームとして、エスタブリッシュメントに強い不満と反感を抱く4chanユーザーとオルタナ右翼[注 4]に利用された。その結果、2018年の米中間選挙ではNPC WojackをアバターにしたTwitterアカウントが誤情報を広く拡散し、社会問題となった[158]。
- 幸せな商人（英語版）（ステレオタイプな顔立ちのユダヤ人男性をモチーフにした反ユダヤ主義を意味する差別的ミーム）[263]
- ケキスタン共和国（英語版）（カエルのペペを古代エジプト神「ケク」と同一視するオルタナ右翼の疑似宗教、ないし4chanユーザーの誇大妄想狂的なファンタジーから生まれた架空の国家）[264][265][266]
- ガンブリー（テレビアニメ『ザ・シンプソンズ』によく似たキャラクター。その正体は「やきうのお兄ちゃん」であり、彼をシンプソンズ一家に溶け込ませたコラ画像が発端。当初は2ちゃんねるの内輪ネタに過ぎなかったが、おんJ民が4chanに画像を投下するやいなや瞬く間にミーム化した。Twitterでも広く拡散され、複数の設定が付与された結果、完全に独立したキャラクターとなった）[267]

また4chanでは、日本発の有名なキャラクター（小岩井よつば/404ガール、どーもくん、大阪/春日歩、霧雨魔理沙、黒木智子、輿水幸子、長瀞早瀬など）や2ちゃんねる発祥のアスキーアート（クマー/ペドベアーやしぃ）が使われることもある。

### 萌え擬人化
4chanにおける擬人化の歴史は古く、2006年の時点で4chanの掲示板を擬人化したBoard-tan（ボードタン）というキャラクター群が創作されている。例えばアニメに関係する「/a/-tan」はツンデレ少女風であり、アノニマスに関係する「/b/tard」はガイ・フォークスの仮面をかぶった人物として描かれている。これらの擬人化に政治的要素はなかったが、2010年代以降の4chanでは、2ちゃんねるで発案された日本鬼子やISISちゃんと同様に、政治的かつ風刺的要素を含む萌え擬人化が散見されるようになった。
2014年に西アフリカでエボラ出血熱が流行した際は、エボラウイルスを萌え擬人化した「エボラちゃん」（Ebola-Chan）が4chanで作られた。また、新型コロナウイルスの流行が始まった2020年1月には、非ポリコレ板（/pol/）のユーザーが新型コロナウイルスを萌え擬人化した「コロナちゃん」（Corona-Chan）を作り、中国ネット界で物議を醸した。
さらに政治的な萌え擬人化として「キリストちゃん」（Christ-Chan）が存在する。これは/pol/のオルタナ右翼が「アッラーフ・アクバル（神は偉大なり!）」と叫んでテロを起こすイスラム過激派に対抗して作ったキャラクターで、かつて十字軍（キリスト教徒による義勇軍）がイスラム教徒に宣戦布告した際、民衆があげた「デウス・ウルト（神はそれを望みたもう!）」というワードを擬人化したものとなっている。彼女はキリスト教圏とイスラム教圏の文化対立を風刺したキャラクターだが、場合によっては極右のアイコンとみなされることもある。これ以外にもアメリカ特殊部隊のデルタフォースをモチーフにした「オペレーターちゃん」（Operator-Chan）など萌え擬人化のケースをあげていくと枚挙にいとまがない。
いずれにせよ、英語圏の萌え擬人化では、児童や若い女性に用いる日本語の接尾辞「ちゃん」（-chan）とセットで命名されるという法則があり、日本のおたく文化やCHANカルチャーの影響を色濃く受けたインターネット・ミームとなっている。

### カエルのペペ
英語圏で最も有名なインターネット・ミームに「カエルのペペ」（Pepe the Frog）がある。元々これはマット・フュリーの日常系Web漫画『Boy's Club』に登場する、お気楽なキャラクターだった。あるとき、下半身丸出しで「Feels good man」（気持ちいいぜ）とつぶやく間抜けな姿がネット・ユーザーに受け、怒りや哀しみといったリアクションを表現する、自画像的なスタンプとして、2008年頃から4chanのランダム板（/b/）で使われ始めた。これがムーブメントの始まりである。その後、4chanでは模倣と改変が繰り返され、Sad Pepe（悲しみのペペ）やSmug Pepe（ドヤ顔のペペ）などの亜種も登場した。
かつてのネット文化について米WIRED誌のアンジェラ・ウォーターカッターは「害のない笑いに満ちていた」としてグランピー・キャット（不機嫌な猫）というミームを交えながら次のように論じている。

同じく米WIRED誌の記者で、4chanと西村博之のかかわりを調査しているジャスティン・リングも次のように語った。
2010年代前半まで、ペペは無害かつ非政治的なミームのひとつに過ぎなかった。しかし、2015年頃から非ポリコレ板（/pol/）のオルタナ右翼によって、ペペは白人至上主義やネオナチなど人種差別の象徴として広く拡散されることになる。2016年の米大統領選では、ドナルド・トランプ大統領を模したドヤ顔のペペ（Smug Pepe）が大量に投稿され、トランプ本人も公式Twitterでペペの画像をリツイートした。このような動きに危機感を覚えた作者のマットは、2016年から「#SavePepe」というハッシュタグと共に、ペペの平和でお気楽なイメージを取り戻す活動を行ったが、努力の甲斐もむなしく、2016年9月には、米ユダヤ団体の名誉毀損防止同盟（ADL）がぺぺを「ヘイトシンボル」として正式認定するに至った。そして2017年5月、マットは最新話で自らペペを葬った。コミック・ブック・リソーシズは「恐らくマットにとって自分のキャラを取り戻す最善の方法だったでしょう。ペペの魂は創作者の元に戻ったのです」とコメントしている。

2020年には、4chanとペペをめぐる一連の騒動と顛末に迫ったドキュメンタリー映画『フィールズ・グッド・マン』が公開された。文芸評論家の藤田直哉は、朝日新聞に寄稿した映画評論で、トランプ現象を生みだしたアメリカのネット社会について次のように論じている。
映画公開後の2021年1月6日、ペペが統治する架空の国家・ケキスタン共和国の国旗を掲げた暴徒が、米連邦議会議事堂を襲撃した。『フィールズ・グッド・マン』プロデューサーのジョルジオ・アンジェリーニは「4chanがそのまま現実になった出来事だった。あれは映画のエピローグ、続きのような出来事だと感じた」とコメントしている。

## メディアによる注目
4chanは既存マスメディアおよびインターネット内部で、良くも悪くも注目されており、物議を醸す事件に巻きこまれることもある。

### 集団行動

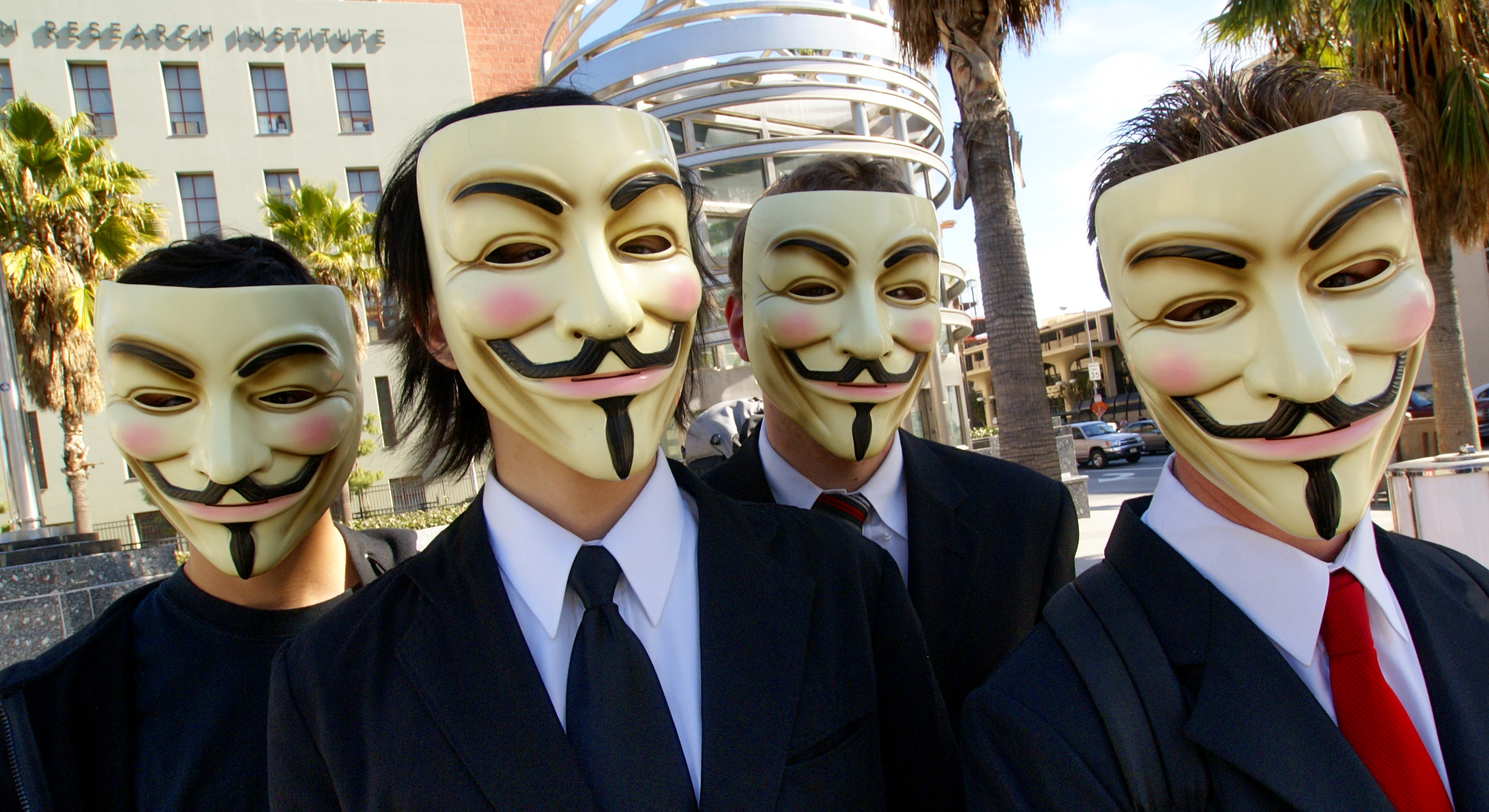
サイエントロジー教会に現れた「アノニマス」のメンバーたち。ガイ・フォークスの面をかぶっている。

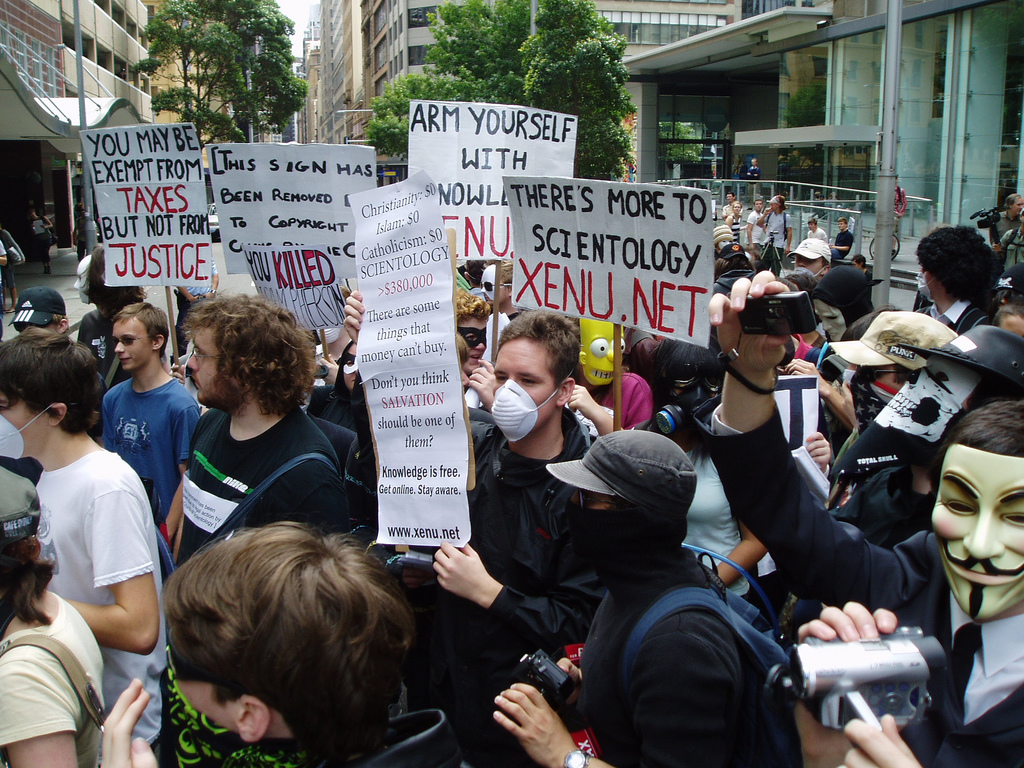
サイエントロジー教会に抗議するProject Chanologyのメンバーたち。世界の少なくとも100の都市で約7000人が同時に抗議を行った。

2008年頃から4chanの利用者が中心となって「Anonymous」（アノニマス＝匿名＝名無しさん、日本の2ちゃんねらーに相当する集団、詳細は「英語版: Anonymous (group)」も参照）と呼ばれるグループを、掲示板サイト「420chan」「711chan」「サムシング・オーフル・フォーラム」(Something Awful Forums) 、ウィキサイト「エンサイクロペディア・ドラマティカ」(Encyclopedia Dramatica)、動画共有サイト「YouTube」などの利用者とともに作りあげた。以後、カルト教団やネット検閲と戦うネット上の「祭り」に参加したり、または「祭り」を仕掛けたりしている。特に、サイエントロジー教会の広告攻勢に対抗して、信者の有名人や教会にデモ活動やDDoS攻撃を仕掛けた「Project Chanology」は名高い。その他、YouTube porn dayなど、ことあるごとに「アノニマス」は集団でデモやDDoS攻撃を行っている。
2010年のOperation Titstorm では、オーストラリア政府のポルノコンテンツ用フィルターに対して抗議運動を仕掛けた。同年のOperation Payback（仕返し作戦）では、P2Pによるファイル交換への規制に対して反撃を行い、海賊版を流通させるサイトにDDoS攻撃を仕掛けたソフト会社や世界的な音楽や映画の著作権者団体のサイトを攻撃したほか、アメリカ外交公電Wikileaks流出事件にあたって、ウィキリークスに対してホスティングを断ったり送金を断ったりしたクレジットカード会社や送金サービス会社、ジュリアン・アサンジ代表に逮捕状を出したスウェーデン当局などに対して極めて大規模なDDoS攻撃を行っている。
米ワシントンポスト紙は「インターネットの歴史の中で最も説得力のある集団行動を4chanユーザーは実行した」と評価している。

### 犯罪告白

#### ビアンカ・デビンズ殺害事件
2019年7月14日、ニューヨーク州ユーティカ在住のアメリカ人インターネットパーソナリティ、ビアンカ・デビンズ（当時17歳）は、コンサートの帰り道、オンラインで知り合った男に殺害された。
彼女は4chanのメンヘル板（/r9k/）のアイドル的存在であり、犯人は事件直後、彼女の死体写真をInstagramとDiscord、そして4chanに投稿した。Instagramは24時間以内に画像の投稿を規制したが、4chanでは彼女の画像を掲載したスレッドが繰り返し作成された上、彼女について揶揄するコメントや容疑者への称賛が相次いだ。ある4chanユーザーは、彼女の死体写真を掲載したスレッドで次のように語った。「ここは4chanなので、どうせ女の子が死んだって誰も気にしないよ。たとえそれが誰であろうとね」。その後、第二級殺人罪で起訴された犯人は裁判で容疑を認め、25年の懲役刑が宣告された。

### 犯罪予告

#### 2015年ローズバーグ銃撃事件
2015年10月1日、アメリカ合衆国オレゴン州ローズバーグの2年制大学、アムクワ・コミュニティ・カレッジに男が侵入し、銃を乱射した。これによって9人が殺害され、8人の学生が負傷する大惨事となった。犯人は26歳の青年で、恋人も友人もおらず童貞だということに不満を持っていたという。その後、男は駆け付けた警察官と銃撃戦の末に自殺した。
この事件についてWIREDは「4chanとインセルに関わる最初の大量殺人事件になった」と指摘している。また犯人は事件前日、4chanのメンヘル板（/r9k/）に「明日は学校に来ないで（Don't Go to School Tomorrow）」という事実上の犯行予告と思われる文書を書き込んでいたことが事件後に明らかになった。その後、この言葉はインターネット・ミームとして4chanを中心に語り継がれることになる。

#### 2022年バッファロー銃乱射事件
2022年5月14日、アメリカ合衆国ニューヨーク州バッファローのスーパーマーケットで黒人を狙った銃乱射事件が発生した。犯人は18歳の青年で、白人至上主義・反移民主義に基づく憎悪に満ちた内容の犯行声明を4chanに投稿していた。犯行声明は180ページ以上にのぼる。それによれば犯人は、4chanの/pol/と/k/のアクティブユーザーであり、/pol/で流布されている白人至上主義の陰謀論「グレート・リプレイスメント」に直接的な刺激を受け、差別主義者になったという。また犯人は襲撃直前にライブストリーム動画をTwitchで配信し、4chanユーザーはその動画を拡散させた。事件後、ニューヨークの司法長官は、容疑者が利用していたTwitch、Discord、および4chanと8chanへの捜査を開始したと明らかにした。また4chan管理人のひろゆきの元には、非常に拘束力が強い「サピーナ」と呼ばれる罰則付召喚令状が送付され、州当局から情報提供を求められているという。これに関連して元2ちゃんねる副管理人の山本一郎は「代理人経由で米捜査当局から4chanや8kunの実情についてのヒアリングがあった」としている。

こうした経緯から海外メディアは4chanを「憎悪に満ちた掲示板」（CNN）、「悪名高い画像掲示板」（WIRED）、「インターネット上で最も卑劣な場所の1つ」（Guardian）等と報道している。またModern Diplomacyは、4chanの管理体制の不備が過激主義の温床になったとして次のように指摘している。
4chanが極右テロの温床であることは明らかだ。しかし、なぜこの画像掲示板はこのような状態になっているのだろうか。その答えは、コンテンツに対するモデレーションの甘さにある。〔……〕かつて4chanは、多くのユーモラスなミームを生み出したが、その後、ヘイトとテロの温床となった。ミームは危険な思想を伝えることができるため、RedditやFacebookのようなウェブサイトは、危険な偽情報の流布を防ぐために厳しく規制される必要があるが、4chanには厳格なモデレーションが欠如している。もはや4chanは自らモデレートすることはないだろう。4chanは長居をしてしまった。今日の情報化社会において4chanに居場所は残されていないのである。
事件を受けてCNNは、ひろゆきに繰り返しコメント要請を求めたものの「返答がなかった」「何の声明・見解も出していない」と批判的に報道している。その後、ひろゆきはTwitterに自身の顔写真を添付したうえで「おいらが白人だと思いますか? おいら自身が、4chanは白人至上主義者のサイトではないという生きた証拠です」と英語で書き込んだ過去の投稿を「なんでおいらが白人なんだ? 色盲なのか?」と英語で引用リツイートした。これに対して朝日新聞記者の藤原学思は「論理的に、サイトの運営者が白人ではないことは、サイトのユーザーに白人至上主義者が多くないことの『証拠』にはならないはずだ」と述べている。

2022年5月27日、ひろゆきは4chanの管理責任を巡る一連の批判についてインターネット報道番組『ABEMA Prime』で次のように反論した。
4chanが生まれる前から、米国ってKKKとかいっぱいいたんですよね。なので4chanが何かをしたというより、米国ってそういう文化、そういう風習、そういう人たちが色々出てましたんで、ネットがどうこうっていう問題ではないと、僕は思いますけどね。多くの人が情報伝達する場所（N対Nのコミュニケーション）は、それは情報を知る人が増えるよねっていうことで、一応そういったサイトの中で、米国、英語圏で一番でかいのが今4chanなので、じゃあ4chanで情報知った人が多いよねと……構造の問題とサイトの方向性の問題をごっちゃにするのはよくない。
また、ひろゆきはゲスト出演した町山智浩の「4chanだけじゃなくて、そこから派生した8chanというのもあるんです。連邦議会襲撃犯たちの情報源になっていたと。そこでアメリカ自体を揺るがす暴力事件の思想みたいなものがあって。人種差別とかそういったものは4chanだけが野放しになっていて、危険なメディアになっている」という発言に対し、「4chanだけが野放しとか、嘘言うのどうかと思いますよ。利用者が多いだけで、FacebookとかTwitterとかも同じようにニューヨーク州から調査を受けてますよ。今、嘘付きましたよね?」と批判した（これは別の論点を唐突に用いることで相手の主張を相殺する詭弁的論法であり、ホワットアバウティズムと呼ばれる）。それ以外にも「（問題がある投稿は）報告があれば消す。米国の法律に従っている」「児童ポルノは自発的に消している」「4chanは儲かっていない」等と述べ、4chanは管理責任を果たしていると表明した。
さらに、ひろゆきは銃社会であるアメリカに対して「『銃に問題があるわけじゃない。別のことに問題があるんだ』というふうにしたがるメディアや、お金を持っている人たちがいっぱいいる。なので多分『ネットが悪い』というかたちで『じゃあ、ネットが何とかなればいい』で銃規制が進まないっていうオチにアメリカはするんじゃないかと思ってますけど」と述べている。ちなみに米国では通信品位法230条のプロバイダ免責規定により、プラットフォーム管理者は、ユーザーの投稿に関する責任を負わない。しかし、多発する差別的なヘイトクライムの背景には4chanなどの影響もあるとして、ジョー・バイデン政権は230条の撤廃を主張している。
偽情報専門家のキアラン・オコナーは、掲示板における匿名性について、恥や報復を心配せず、思ったことを発言できるとしつつも、卑劣で有害なヘイトスピーチも許可されていると指摘する。なお、英語圏には4chanと似た掲示板としてRedditがあるが、こちらは幅広いガイドラインが定められており、フェイクニュースや陰謀論、特に良識に反したヘイトスピーチは原則として禁止されている。しかし、4chanは米国法に違反しない投稿は原則すべて許可されており、ガイドラインもそこまで厳密ではないため、Redditで規制されるような投稿も可能となっている。これらを踏まえ、オコナーは「ユーザーが過激化する動機を掲示板で簡単に見つけられるようなことはあってはならない」としたうえで「4chanが憎悪犯罪（ヘイトクライム）の可能性を下げることを真剣に考えているのであれば、白人至上主義を促進するようなコンテンツは許可しないとか、明確なルールを定めたコミュニティーガイドラインを作成すべきだ」と提言した。
2022年10月18日、ニューヨーク州知事のキャシー・ホウクルと同州司法長官のレティシア・ジェームズは、4chanの法的責任を問う法改正などを提言する報告書を公表した。報告書では4chanが「銃撃犯を過激化させた」と指摘すると共に、加害者が暴力的なコンテンツを投稿することや、サイト運営者がそれを放置することについて厳しく批判している。また同州によれば、4chanは州当局に対応する以外、事件に関する内部調査などは一切しておらず、4chanのトップモデレーターに至っては「ルールには違反していない。どんな暴力的な映像であっても違法ではないのと同様に、事件の映像も違法ではない」と当局に語ったという。これを受けて州当局は「（4chanの）放任主義的な態度を考えれば、驚くべきことではないかもしれない」「通信品位法230条に基づく、法的免責の範囲が大きすぎる。現行法が変わらない限り、4chanは憎悪に満ちたコンテンツの拡散を防ぐための有効な手立てを取らないはずだ」と結論づけた。

なお、この銃乱射事件が起きる前からジャーナリストの清義明は、ひろゆきの自由放任主義に基づく無責任な4chanの管理体制を厳しく批判しており、ルポルタージュ連載「Qアノンと日本発の匿名掲示板カルチャー」第1シーズン最終回の結びで「言論の自由の社会実験」が失敗した理由を次のように論じた。
一方、4chanは2年ぶりにTwitterアカウント (@4chan) を更新。ニューヨーク州に対する反論として「Guns kill people. Internet forums don't（銃は人を殺す。インターネットフォーラムとは違って）」とツイートした。
2022年12月18日、米新聞大手のNew York Timesは、4chan管理人としての「ひろゆき」を全面的にフィーチャーした記事「アメリカで彼のサイトは大量虐殺に関連づけられてきたが、彼は日本のスターである」を公開した。同紙記者のベン・ドゥーリーは、ひろゆきについて「以前から4chanで顕在化していたヘイトスピーチを放置することで大量虐殺や憎悪犯罪を引き起こし、Qアノンや反ワクチン運動など有害な陰謀論を通して結果的にアメリカの分断を招きながらも積極的な収拾を行わず曖昧な態度に終始している」という趣旨の指摘を行ったうえで「彼は、そうしたことに問題があるとは考えていないようだ」「社会から非難されることに対する強い恐怖心がしばしば支配の道具として使われる日本においては、恥をほとんど何とも思わない彼の能力はある種の最終兵器であり、それが彼の成功を支える一大要因となっている」と批判的に評した。また同紙は続けて「彼自身、悪名高い4chanのオーナーであることを公の場で語りたがらない」と指摘し、そのうえで、ひろゆきが取材協力依頼を拒否したことを明かしている。
清義明は、ひろゆきが4chanのことを語りたがらない理由について、8chan（現・8kun）を運営しているジム・ワトキンスが、自らのプラットフォームで醸成されたQアノンや、クライストチャーチモスク銃乱射事件をはじめとする数々の銃乱射事件の管理責任を問われ、米国連邦議会の公聴会にも呼ばれており、4chanもまたその一端を担ったとして訴追される可能性が出てきているためだと指摘している。実際、4chanの悪名は英語圏で高まり続けており、たとえばYouTubeチャンネル『日経テレ東大学』でひろゆきと共演していたイェール大学助教授・成田悠輔の「集団自決発言」が2023年2月に各国メディアから批判を受けた際には「成田はしばしば、ひろゆきや堀江貴文などX世代の扇動家と一緒に登場する」「ひろゆきは著名な実業家で、インターネット上で最も有毒なアイデアが生まれるオンライン掲示板『4chan』を運営している」とNew York Timesに紹介された例がある。

### 映像
- 『We Are Legion / アノニマス 〜“ハッカー”たちの生態〜』（2012）
  - 4chanから生まれたハッカー集団「アノニマス」を題材にした2012年のドキュメンタリー映画。
- 『フィールズ・グッド・マン』（2020）
  - 4chanとカエルのペペをめぐる一連の騒動とその顛末に迫った2020年のドキュメンタリー映画。
- 『Qアノンの正体 / Q: Into the Storm』（2021）
  - 2018年のQムーブメント初期から2021年1月6日の米連邦議会議事堂襲撃まで3年間にわたり8chan関係者（ジム・ワトキンス、ロン・ワトキンス、フレドリック・ブレンナン）に密着したQアノン陰謀論のドキュメンタリー。このシリーズはQアノン現象の前身とされるピザゲート、ゲーマーゲート、シケイダ3301、アノニマスといった4chan発のムーブメントにも焦点を当てている。カレン・ホーバック監督／HBO制作。
- 『アンチソーシャル・ネットワーク: 現実と妄想が交錯する世界』（2024）
  - Netflix制作のドキュメンタリー映画。日本の「2ちゃんねる」に始まり、その英語版である「4chan」、そして「アノニマス」や「Qアノン」といった匿名掲示板発祥のムーブメントがどのように生まれ、現実社会に何をもたらしたのかを、4chanの元関係者やアノニマス共同創設者のオーブリー・コトルらの声と共に探る。監督は『フィールズ・グッド・マン』（2020年）のアーサー・ジョーンズとジョルジオ・アンジェリーニ。

動画
- ZONE-SAMA (2007年4月4日). “『4chan 4evar』”.   4chan. 2023年4月1日閲覧。4chanのFlashアニメ。
- 『The 4chan Inspired Anime / Peepochan』 - YouTube - 4chanのグリーンテキストを原作とする萌えアニメ（同人制作集団・OtakuVs製作）
- 『How 4chan Changed Society Forever』 - YouTube - 4chanの解説動画
- 『The Website with No Rules: 4chan (feat. tuv)』 - YouTube - 4chanの解説動画
- 『The 𝙃𝙚𝙣𝙩𝙖𝙞 Game that Broke 4chan』 - YouTube - 4chanで生まれた伝説的な同人ゲーム『かたわ少女』の解説動画
- 『4chan: The Otakon 2005 Panel』 - YouTube - 2005年8月に開催されたOTAKONに登壇した4chanのトークライブ[318]
- “4chムート×ひろゆきのトークセッション「ソーシャルメディアってなぁに?」”.   ニコニコ動画 (2011年7月27日). 2023年2月25日閲覧。
- 『4chan: The 10th Anniversary Panel Livestream』 - YouTube
  - アニメウィークエンドアトランタ2013で生配信された4chanの10周年記念パネルディスカッション
- 『Moot - A Video Archive of 4chan's Founder』
  - 4chan創設者の「moot」ことクリストファー・プールに関連する草の根的なビデオアーカイブ
- Christopher "moot" Poole (2010年2月). “オンラインにおける匿名性について” (英語). TED. 2021年4月4日閲覧。
  - 米国『4ちゃん』管理人が語る「匿名性コミュニティ」 - WIRED.jp 2010.2

### 書籍
- 濱野智史「2ちゃんねる化する世界」『新潮45』第353巻/2011年9月号、新潮社、46-53頁。
- Angela, Nagle (2017). 『Kill All Normies：4chan、Tumblrからトランプ、オルタナ右翼までのオンライン文化戦争』. Hikenield House, East Anton Court, Icknield Way, Andover: Zero Books. ISBN 1-78535-543-0
- Beran, Dale (2019). 『それはSomething Awfulからやってきた：ネット上のトロール（荒らし）軍団がドナルド・トランプを偶然にも大統領にした方法 / It Came from Something Awful: How a Toxic Troll Army Accidentally Memed Donald Trump into Office』. Carlaw Ave in Toronto, Canada: All Point Book - Ampersand Inc. ISBN 1-25018-974-8
- 木澤佐登志『ダークウェブ・アンダーグラウンド―社会秩序を逸脱するネット暗部の住人たち』イースト・プレス、2019年1月20日。ISBN 978-4781617411。
- Matt Alt『新ジャポニズム産業史 1945-2020』日経BP、2021年7月。ISBN 978-4296000296。原題『Pure Invention: How Japan Made the Modern World』
- 藤田直哉「ポスト・トゥルースと、脱マスメディア時代のポップカルチャー」『2021年度 オープン研究会「ポスト・コロナのポップカルチャー」最終報告書』、科学研究費基盤研究(A)「脱マスメディア時代のポップカルチャー美学に関する基盤研究」、2022年3月、152-192頁。
- エリオット・ヒギンズ（英語版）（著）、安原和見（訳）『ベリングキャット─デジタルハンター、国家の嘘を暴く』筑摩書房、2022年3月。ISBN 4480837221。
- 藤原学思『Qを追う―陰謀論集団の正体』朝日新聞出版、2022年9月。ISBN 978-4022518576。
- 毎日新聞取材班『オシント新時代 ルポ・情報戦争』毎日新聞出版、2022年9月。ISBN 978-4620327501。
- 藤田直哉『ゲームが教える世界の論点[319]』集英社〔集英社新書〕、2023年1月。ISBN 978-4087212495。
- 石井大智（編著）、清義明、安田峰俊、藤倉善郎『2ちゃん化する世界―匿名掲示板文化と社会運動』新曜社、2023年2月。ISBN 978-4788517981。
- 藤田直哉『現代ネット政治=文化論: AI、オルタナ右翼、ミソジニー、ゲーム、陰謀論、アイデンティティ』作品社、2024年7月。ISBN 978-4867930373。

### ウェブサイト
日本語
- Christopher "moot" Poole (2014年1月7日). “【4chanの生みの親】クリストファー・プールだけど、なんか質問ある?【別名"moot"】”. Ask Me Anything!!! /【海外版】なんか質問ある?. 2021年4月4日閲覧。
- 深水英一郎 (2015年9月21日). “ひろゆき、英語圏巨大匿名掲示板4chan管理人になる。「ひろゆきのもと4chanで何が起こるのか早く見たくてしょうがない」と前管理人mootさん”.  ガジェット通信. 2021年4月4日閲覧。
- 八田真行 (2016年9月21日). “オルタナ右翼とゲーマーゲートと呼ばれる事件の関係”.  ニューズウィーク日本版. 2023年1月24日閲覧。
- Reggie Ugwu (2017年1月8日). “オルタナ右翼が愛する電子音楽とは―白人至上主義者の電子音楽「ファッショ・ウェイブ（fashwave）」”. BuzzFeed News. 2023年1月16日閲覧。
- Dale Beran (2017年7月25日). “集中連載「4chanとは何か」第1回／15歳の少年が作った「4chan」はいかにして“ネット上の無法空間”と化したのか?（Medium掲載記事『4chan: The Skeleton Key to the Rise of Trump』の邦訳）”. クーリエ・ジャポン. 2023年1月16日閲覧。(要購読契約)
- Dale Beran (2017年7月27日). “集中連載「4chanとは何か」第2回／傷つきやすい「名無しさん」の訳語から生まれた「アノニマス」（Medium掲載記事『4chan: The Skeleton Key to the Rise of Trump』の邦訳）”. クーリエ・ジャポン. 2023年1月16日閲覧。(要購読契約)
- Dale Beran (2017年7月27日). “集中連載「4chanとは何か」第3回／世界を震撼させた「ゲーマーゲート」事件があの「負け犬」を産んだ!（Medium掲載記事『4chan: The Skeleton Key to the Rise of Trump』の邦訳）”. クーリエ・ジャポン. 2023年1月16日閲覧。(要購読契約)
- Dale Beran (2017年7月28日). “集中連載「4chanとは何か」第4回／俺たちは「極右のカエル」の約束に中身がないことなど知っている!（Medium掲載記事『4chan: The Skeleton Key to the Rise of Trump』の邦訳）”. クーリエ・ジャポン. 2023年1月16日閲覧。(要購読契約)
- 木澤佐登志 (2017年9月25日). “ダークウェブについて私が知っている二、三の事柄”. note. 2022年11月2日閲覧。
- 木澤佐登志 (2019年2月7日). “ミレニアル世代を魅了する奇妙な音楽「ヴェイパーウェイブ」とは何か―アメリカを覆う「ノスタルジー」の魔力”.   講談社『現代ビジネス』. 2023年1月3日閲覧。
- 木澤佐登志 (2019年5月28日). “アメリカの反リベラル運動に「ゲーム」が利用されていることの意味”.   講談社『現代ビジネス』. 2021年3月16日閲覧。
- EJ Dickson「17歳の美少女、ビアンカ・デヴィンズの短い生涯と拡散された死」『Rolling Stone』2020年1月14日。2023年1月7日閲覧。
- 石動竜仁 (2020年7月2日). “アメリカの過激主義運動「ブーガルー」に日本のネット文化が与えた影響とは”.  文春オンライン. 2021年3月14日閲覧。
- Brett Fujioka (2021年1月13日). “日米の有害なネットカルチャー・アメリカのネットがフェイクに塗れたのは、日本の2ちゃんねるが一因か?”. クーリエ・ジャポン. 2022年10月30日閲覧。
- Takahashi Rikako (2021年3月10日). “カエルのゆるキャラが差別主義者の象徴に…？ 苦悩する作者と暴走するミーム”.  BuzzFeed. 2021年3月12日閲覧。
- EJ Dickson「米銃乱射事件で注目集める「大きいお友達」の極右過激派たち」『Rolling Stone』2021年4月27日。2023年3月31日閲覧。
- Ben Dooley (2022年12月27日). “ひろゆきの「4chan」、日本人が知らない危険性―アメリカでは銃乱射と憎悪犯罪の温床に（The New York Timesの邦訳）”.  東洋経済オンライン. 2022年12月28日閲覧。
- “ねんどろいどで有名なグッドスマイルカンパニー、ひろゆきの4chanに3億円の巨額投資が発覚→ディズニー社から契約打ち切り&約10億円の取引を失う”. Togetter (2023年3月30日). 2023年4月1日閲覧。

清義明『Qアノンと日本発の匿名掲示板カルチャー』シリーズ(要購読契約)
- 清義明 (2021年3月25日). “Qアノンと日本発の匿名掲示板カルチャー【1】西村博之とジム・ワトキンスの2ちゃんねる骨肉の争い／上”. 論座（RONZA）.  朝日新聞出版. 2021年3月25日時点のオリジナルよりアーカイブ。2022年7月8日閲覧。
- 清義明 (2021年3月26日). “Qアノンと日本発の匿名掲示板カルチャー【2】西村博之とジム・ワトキンスの2ちゃんねる骨肉の争い／下”. 論座（RONZA）.   朝日新聞出版. 2021年3月26日時点のオリジナルよりアーカイブ。2022年7月8日閲覧。
- 清義明 (2021年3月29日). “Qアノンと日本発の匿名掲示板カルチャー【3】匿名掲示板というフランケンシュタインの怪物／上”. 論座（RONZA）.   朝日新聞出版. 2021年3月29日時点のオリジナルよりアーカイブ。2022年7月8日閲覧。
- 清義明 (2021年3月30日). “Qアノンと日本発の匿名掲示板カルチャー【4】匿名掲示板というフランケンシュタインの怪物／下”. 論座（RONZA）.   朝日新聞出版. 2021年3月30日時点のオリジナルよりアーカイブ。2022年7月8日閲覧。
- 清義明 (2021年4月1日). “Qアノンと日本発の匿名掲示板カルチャー【5】サイバースペースにおける「言論の自由」の社会実験の失敗／上”. 論座（RONZA）.   朝日新聞出版. 2021年4月1日時点のオリジナルよりアーカイブ。2022年7月8日閲覧。
- 清義明 (2021年4月2日). “Qアノンと日本発の匿名掲示板カルチャー【6】サイバースペースにおける「言論の自由」の社会実験の失敗／下”. 論座（RONZA）.   朝日新聞出版. 2021年4月2日時点のオリジナルよりアーカイブ。2022年7月8日閲覧。
- 清義明 (2022年11月14日). “Qアノンと日本発の匿名掲示板カルチャー【7】救済されない旧「2ちゃんねる」の中傷被害者とひろゆき氏の賠償金不払い”. 論座（RONZA）.   朝日新聞出版. 2022年11月14日時点のオリジナルよりアーカイブ。2022年11月14日閲覧。
- 清義明 (2022年11月21日). “Qアノンと日本発の匿名掲示板カルチャー【8】賠償金を払わない「論破王」ひろゆき氏の法の抜け道を使ったトンデモな理屈”. 論座（RONZA）.   朝日新聞出版. 2022年11月21日時点のオリジナルよりアーカイブ。2022年11月21日閲覧。
- 清義明 (2022年11月28日). “Qアノンと日本発の匿名掲示板カルチャー【9】苦境に陥った2ちゃんねるのひろゆき氏に手を差し伸べた「FOX」という男”. 論座（RONZA）.   朝日新聞出版. 2022年11月28日時点のオリジナルよりアーカイブ。2022年12月1日閲覧。
- 清義明 (2022年12月5日). “Qアノンと日本発の匿名掲示板カルチャー【10】ネット空間の海賊のユートピアをつくったひろゆき氏の厚顔無恥な「才覚」”. 論座（RONZA）.   朝日新聞出版. 2022年12月5日時点のオリジナルよりアーカイブ。2022年12月8日閲覧。
- 清義明 (2022年12月12日). “Qアノンと日本発の匿名掲示板カルチャー【11】2ちゃんねる商標侵害裁判のひろゆき氏の主張から見えた「論破王」の正体”. 論座（RONZA）.   朝日新聞出版. 2022年12月11日時点のオリジナルよりアーカイブ。2022年12月19日閲覧。

英語
- Quinn Norton (2011年11月8日). “Anonymous 101: Introduction to the Lulz”. WIRED. 2011年11月10日時点のオリジナルよりアーカイブ. 2024年9月14日閲覧.
- “4chan and 8chan (8kun)”.  Britannica.com. 2023年4月8日閲覧。
- “Shiiが知ってることすべて” (英語). Everything Shii Knows / Bibliotheca Anonoma. 2023年3月25日閲覧。最初期の4chanでモデレーターを務めたShiiによるインターネットを中心とした文化史[320]
- Rex Sorgatz (2009年2月18日). “4chan創設者へのインタビュー”. fimoculous. 2009年2月20日時点のオリジナルよりアーカイブ. 2023年3月25日閲覧.
- “Imageboards” (英語). TV Tropes. 2021年10月10日閲覧。
- “2ちゃんねるの歴史” (英語). Github/Bibliotheca Anonoma (2014年8月21日). 2022年11月5日閲覧。
- “4chan/History” (英語). Bibliotheca Anonoma (2016年10月31日). 2022年11月5日閲覧。
- LISA KATAYAMA (2008年5月19日). “日本インターネット界の悪童、西村博之に会いましょう” (英語). WIRED. 2022年7月11日閲覧。
- Caitlin Dewey (2014年9月25日). “4chanを理解するために必要なことは、すべてここにある” (英語). The Washington Post. 2022年7月11日閲覧。
- “西村博之によるQ＆Aセッション（Question & Answer - /qa/ Thread #183913）”. desuarchive.org (2015年9月22日). 2023年1月16日閲覧。
- Joseph Bernstein (2015年12月24日). “2015年、インターネットにおける闇の勢力はカウンターカルチャーになりました：チャンターカルチャーへようこそ” (英語). BuzzFeed News. 2023年1月16日閲覧。
- Allum Bokhari＋Milo Yiannopoulos (2016年3月29日). “主流保守派のためのオルタナ右翼ガイド” (英語). Breitbart News Network. 2022年10月30日閲覧。[321]
- Dale Beran (2017年2月15日). “4chan：トランプ大統領誕生のスケルトン・キー” (英語). Medium. 2023年1月16日閲覧。
- Ryan Broderick (2017年2月22日). “あなたのFacebookにトランプ大統領のアニメ風ファンアートがあふれている理由はここにある―日本の悪名高いネット軍団「ネトウヨ」が、アメリカの極右運動をどのように形成したかについて” (英語). BuzzFeed. 2023年5月11日閲覧。
- “Moot/Final Q&A” (英語). Bibliotheca Anonoma (2018年4月22日). 2022年12月8日閲覧。4chan初代管理人の「moot」ことクリストファー・プールが2015年1月の引退にあわせてYouTubeで行った8時間の最終Q&Aセッションを書き起こしたもの。
- Lauren Orsini (2015年9月23日). “'Welcome To 4chan, B***h': Site's Users Greet Their New Overlord”.  Forbes. 2021年4月11日閲覧。
- Addison Nugent (2017年11月28日). “サイバーパンクの来世を約束する4chanのあやしい宗教”. Vice. 2022年12月1日閲覧。
- Dale Beran (2018年5月3日). “4chan の「インセル」とは何者で、なぜ彼らはそんなに怒っているのか?” (英語). Pacific Standard. 2023年2月5日閲覧。
- Praytell Agency (2018年12月1日). “ちゃん類学―画像掲示板カルチャーの日本的起源” (英語). Medium. 2022年10月10日閲覧。
- ロバート・エヴァンス（英語版） (2019年3月15日). “クソカキコと扇動的なテロ、そしてクライストチャーチのモスクでの虐殺” (英語). Bellingcat. 2023年4月18日閲覧。
- Zack Beauchamp (2019年4月23日). “私たちのインセル問題―非モテをサポートするグループが、いかにしてインターネットで最も危険なサブカルチャーのひとつになったか” (英語). vox（英語版）. 2023年2月5日閲覧。
- Dale Beran (2019年8月5日). “8chanはなぜ存在するのか?” (英語). Medium. 2023年2月5日閲覧。chan系サイトにおけるインセル／メンヘラカルチャーについて詳述あり。
- フレドリック・ブレンナン×バスカー・サンカラ (2021年4月20日). “フレドリック・ブレンナンは8chanの創始者。いま彼はそれをオフラインにすることを望んでいる” (英語). Jacobin. 2022年10月22日閲覧。
- Justin Ling (2022年5月26日). “Who Owns 4chan?” (英語). WIRED. 2022年5月27日閲覧。
  - Justin Ling (2022年7月8日). “ネット掲示板4chanの所有者は誰か?”. WIRED. 2022年7月7日時点のオリジナルよりアーカイブ。2023年3月30日閲覧。 (日本語版)
- Justin Ling (2023年3月29日). “How a Major Toy Company Kept 4chan Online” (英語). WIRED. 2023年3月30日閲覧。
  - Justin Ling (2023年3月30日). “ネット掲示板「4chan」と、日本の玩具メーカーとの知られざる深い関係”. WIRED. 2023年3月30日時点のオリジナルよりアーカイブ。2023年3月31日閲覧。 (日本語版)
- Justin Ling (2023年5月15日). “A New Lawsuit Puts the Online White Supremacy Pipeline on Trial” (英語). WIRED. 2023年6月7日閲覧。
  - Justin Ling (2023年6月7日). “4chanや株主の日本企業に銃乱射事件の責任を問う訴訟には、「法解釈の限界」という壁が立ちはだかっている”. WIRED. 2023年6月7日時点のオリジナルよりアーカイブ。2023年6月7日閲覧。 (日本語版)
- Justin Ling (2023年6月5日). “Inside 4chan’s Top-Secret Moderation Machine” (英語). WIRED. 2023年6月7日閲覧。
  - Justin Ling (2023年6月15日). “ネット掲示板「4chan」から、暴力的な投稿が減らない理由が内部文書から明らかに”. WIRED. 2023年6月15日時点のオリジナルよりアーカイブ。2023年7月7日閲覧。 (日本語版)
- “4chanとは何ですか? なぜ物議をかもしているのですか?”. Internet Matters (2022年7月27日). 2023年1月1日閲覧。
- Ben Dooley (2022年12月18日). “アメリカで彼のサイトは大量殺人と関連づけられてきたが、彼は日本のスターである”.  The New York Times. 2022年12月19日閲覧。
- Kosta Bovan (2024年5月20日). “掲示板を超えて: 4chanの/pol/掲示板における政治活動のテーマ別分析” (英語). Humanities and Social Sciences Communications. 2024年6月22日閲覧。

PDF（英語）
- 4chan買収契約書 (PDF, 432 KB) 
  - 2015年8月、西村博之・未来検索ブラジル・グッドスマイルカンパニーが、4chanと秘密保持契約を結んだ上で締結した買収契約書
- 4chanと/b/: 大規模オンラインコミュニティにおける匿名性と一時性の分析 (PDF, 1.06 MB)
- Florence Keen (2020年12月4日). “After 8chan” (英語). CREST Research - 安全保障上の脅威に関する行動科学・社会科学研究の英国拠点. 2023年5月18日閲覧。
- Florence Keen＋Blyth Crawford＋Guillermo Suarez-Tangil (2020年12月15日). “ミーム的皮肉とCHANカルチャーにおける暴力の促進―Memetic Irony And The Promotion Of Violence Within Chan Cultures（50-page）” (英語). CREST Research - 安全保障上の脅威に関する行動科学・社会科学研究の英国拠点. 2023年5月18日閲覧。
- 2022年5月14日にバッファローで起きた悲劇的な大量殺戮事件におけるオンライン・プラットフォームの役割に関する調査報告書 (PDF, 541 KB)
- 米連邦議会議事堂襲撃事件 特別調査委員会最終報告書 / Final Report From the Jan. 6（845-page） (PDF, 10.0 MB)